# Los Sims 4
Los Sims 4 es un videojuego de simulación social y de vida, el cuarto de la serie de juegos de Los Sims, desarrollado por Maxis y publicado por Electronic Arts para Windows y macOS. El lanzamiento de Los Sims 4 para Windows se anunció oficialmente en la convención de juegos E3 y tuvo lugar el 2 de septiembre de 2014 en Estados Unidos y el 4 de septiembre en Rusia y Europa. El lanzamiento del juego para macOS tuvo lugar el 17 de febrero de 2015 y el 17 de noviembre de 2017 para PlayStation 4 y Xbox One.
Los Sims 4 carece de una historia en concreto, la trama no es lineal y no tiene un objetivo final. El jugador controla hasta ocho personajes creados o elegidos personalmente, dirigiéndolos a realizar diversas actividades, como satisfacer sus propias necesidades, ganar dinero y crear relaciones con otros personajes.
El juego se diseñó originalmente como un multijugador similar a Los Sims Online, pero se reconvirtió en un juego tradicional y convencional sólo seis meses antes de su lanzamiento. El resultado fue un claro subdesarrollo del juego y una enorme controversia entre los fanáticos de la serie. También fue controvertida la decisión de alejarse del juego en mundo abierto. Sin embargo, Los Sims 4 ha mejorado su creador de sims en comparación con la entrega anterior, además de la calidad de su IA, que también ha sido pulida.
Las ventas de esta entrega fueron inicialmente escasas debido a los problemas descritos anteriormente, pero la popularidad de Los Sims 4 ha seguido creciendo de forma constante en la década de 2020, debido en parte al apoyo del juego con actualizaciones y expansiones de pago. En 2020, Los Sims 4 se convirtió en el juego más comprado del mundo entre el público femenino.
Los Sims 4 pasó a ser gratuito en todas las plataformas disponibles el 18 de octubre de 2022.

## Sistema de juego
El jugador controla la vida de uno o más sims, satisfaciendo sus deseos y necesidades. La acción tiene lugar en una ciudad que consta de lotes residenciales y públicos que está habitada por Sims. Cada personaje está dotado de inteligencia y emociones, tiene una apariencia y personalidad únicas. Las relaciones entre los sims se miden en dos escalas, lo que refleja la fuerza de la amistad y el afecto romántico. La interfaz de usuario con el sim se implementa en los modos de tercera y primera persona.
Cuando comienza un nuevo juego, se le ofrece al jugador seleccionar una de las familias predefinidas de los mundos Newcrest, Willow Creek u Oasis Springs (algunos packs de expansión y de contenido también añaden nuevos mundos) o también puede crearse desde cero. Hay más de 100 tonos de piel y 24 tonos de cabello disponibles en el modo crear un Sim. Además, el editor permite cambiar los rasgos faciales y el físico del personaje, de forma muy detallada, pero no su altura. Para cada Sim, se elige una aspiración, los rasgos que en el futuro influirán en su comportamiento y sus gustos y tirrias. En el modo vivir, el jugador puede cambiar la aspiración del sim en cualquier momento. Al crear varios Sims a la vez, el jugador puede establecer una amistad, lazos familiares o relaciones amorosas. Una familia ya creada se puede asentar en un lote vacío o en una casa construida por el jugador o las que vienen por defecto. Además, una familia no puede tener más de ocho sims.

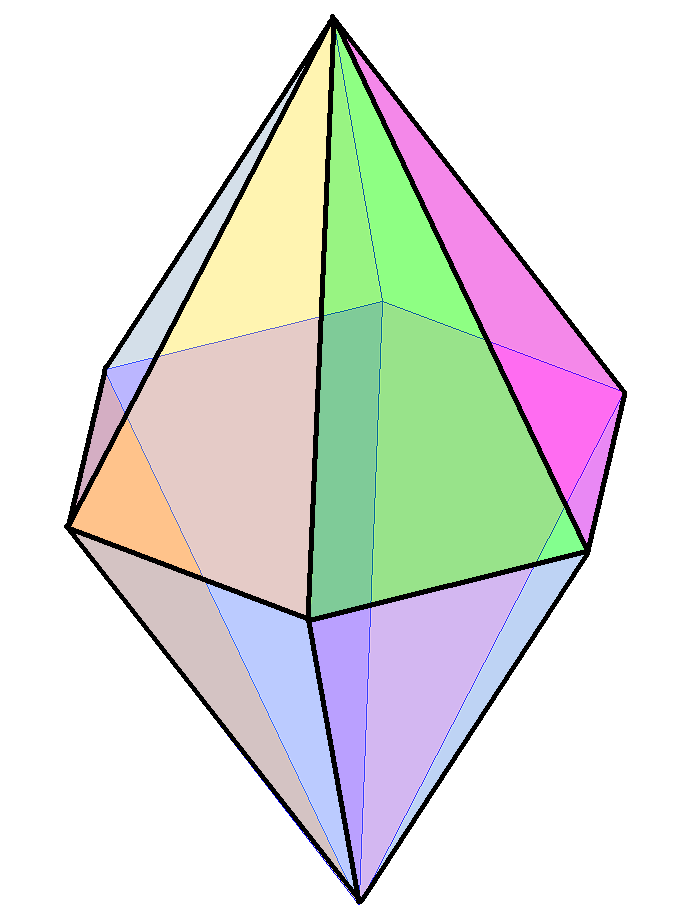
Sobre la cabeza del personaje controlado se encuentra un plumbob, un cristal hexagonal bipiramidal, cuyo color refleja el estado del personaje.

Los lotes en los barrios del juego pueden ser residenciales o públicos. Si un sim vive en un lote residencial puede visitar otros lugares residenciales o públicos, por ejemplo, para visitar, relajarse en un bar o club nocturno, conocer nuevos personajes, hacer ejercicio en el gimnasio, visitar un museo o una biblioteca, o alojarse en una casa de alquiler por un tiempo. En Los Sims 4, a diferencia de Los Sims 3, no hay un mundo abierto, pero al mismo tiempo el espacio de juego es más abierto que en Los Sims 2. Cada mundo está dividido condicionalmente en barrios, dentro de los cuales los sims pueden moverse libremente, sin embargo, para llegar a otra área e incluso dentro del área, hay que esperar que cargue el menú de inicio. Cada barrio tiene áreas recreativas donde el personaje puede relajarse, pescar, encontrar objetos coleccionables y otras actividades similares.
En el modo Comprar, el jugador puede comprar objetos nuevos o vender los existentes y en el modo Construir, construir una casa. El jugador puede construir un edificio sin una familia asentada en él y en este caso no estará limitado por el presupuesto familiar.
Cada sim controlado tiene seis escalas de necesidades, que deben reponerse periódicamente. Los más importantes son: hambre, vejiga y sueño. Si no se satisfacen las necesidades de los personajes, se sentirán infelices e incluso pueden llegar a morir. Los eventos que tienen lugar alrededor del Sim y el entorno que lo rodea juegan un papel importante. En total, un Sim puede tener 30 estados emocionales en el juego que surgen bajo ciertas circunstancias, la interacción entre Sims o como resultado de ciertos eventos. Las emociones afectan todos los aspectos de la vida de un personaje. Influyen en los deseos y estados de humor, la productividad de un personaje en el trabajo y las relaciones con la familia y los amigos. Emociones como la ira pueden provocar la muerte de un Sim. El estado emocional del personaje influye en gran medida en sus acciones y viceversa. Por ejemplo, un Sim inspirado es mejor para realizar actividades creativas y una visita a un club nocturno creará un ambiente romántico para el Sim.
Los sims tienen hasta tres deseos, que dependen del estado emocional del Sim y de los objetivos establecidos en su vida. Por ejemplo, el artista soñará con crear otra obra maestra y el padre de familia soñará con encontrar su alma gemela y tener hijos. Para hacer realidad los deseos de un Sim se deben tomar las medidas adecuadas, mejorar sus habilidades y fortalecer los lazos con otros personajes. Una de las principales tareas del jugador es cumplir los deseos del Sim, por lo que recibe los llamados «puntos de felicidad», los cuales, a su vez, pueden utilizarse para adquirir recompensas que otorgan ventajas en la interacción social. Completar las aspiraciones otorga gran cantidad de puntos. 
El juego ofrece muchas interacciones sociales con diferentes personajes, desde la simple amistad y el afecto romántico hasta la enemistad abierta. Las relaciones de los sims comienzan con «neutral»; para mejorarlas, es necesario comunicarse con el personaje e interactuar con él, asegurándose que esta interacción corresponda al nivel de desarrollo de las relaciones. Por ejemplo, si un sim abraza o besa a otro apenas conocido, lo más probable es que este no lo permita y la relación se deteriorará notablemente. Un personaje puede insultar deliberadamente a otro Sim y si se logra una relación lo suficientemente mala, puede ocurrir una pelea. 
Otro objetivo del jugador es reponer los ahorros de la familia, para lo cual el personaje debe conseguir uno o varios trabajos. La jerarquía de la mayoría de las profesiones tiene 10 escalones y el personaje comienza su carrera con el más bajo, con un pequeño salario por hora. Para ascender en la escala profesional, el personaje debe desarrollar habilidades y llegar a trabajar de buen humor. Las minimisiones también afectan el aumento o la disminución del rendimiento. Al llegar a la cima de una carrera, un personaje puede comprar una serie de artículos con recompensas especiales. Otra forma de ganar dinero es vendiendo artículos hechos a mano, obras de arte, software y frutas cultivadas.

### Diferencias conLos Sims 3
En Los Sims 4, el espectro emocional se ha ampliado de «malo-bueno» a 30 estados emocionales diferentes e independientes que surgen bajo ciertas condiciones y afectan directamente las acciones de los personajes. Los controles deslizantes que cambian los detalles de la cara se han eliminado del editor de personajes. En cambio, el jugador puede cambiar partes del cuerpo arrastrando el ratón. Además de los datos externos, el editor le permite al jugador cambiar la forma de andar del personaje. La ropa se ha dividido en subcategorías más pequeñas.
En el modo construir, a diferencia de las entregas anteriores, es posible rotar y mover habitaciones enteras y, al estirar las paredes, ajustar su tamaño. Para la construcción de una casa, se proporcionaron planos prefabricados de las habitaciones ya amuebladas. Se introdujeron nuevos parámetros con los que se puede cambiar la altura de los cimientos y techos, crear cimientos redondeados y cercas. Con la ayuda de herramientas especiales, es posible mover, estirar el techo, ajustar su altura y forma con un solo clic. Se ha implementado un mecanismo para colocar objetos en las paredes a diferentes alturas, se han incorporado filtros para buscar muebles o ropa de cierto estilo y color.
Además de las innovaciones, el juego tiene una serie de desventajas en comparación con Los Sims 3, la principal de las cuales es la falta de un mundo abierto y el regreso del menú de descarga, como en Los Sims 2. Además, el juego carece de un editor de estilo que le permita al jugador dar a los objetos los colores y texturas que este desee como en la tercera entrega.

## Desarrollo
Según los desarrolladores, los primeros pasos para crear Los Sims 4 se dieron en 2010 debido a la complejidad del trabajo en este proyecto. El proyecto se llamaba originalmente Olympus y su desarrollo comenzó en la década de 2000 como un juego en línea independiente como parte de la franquicia de Los Sims. Se suponía que el juego era multijugador, lo que permitía interactuar con los personajes de otros jugadores. En 2012, comenzó la fase de desarrollo, durante la cual el equipo de Maxis se dedicó a la interfaz, la animación y los gráficos. El equipo utilizó el lenguaje de programación ActionScript 3.0 para crear el juego. Sin embargo, durante las pruebas, los jugadores dieron comentarios deficientes sobre el juego. También en 2013, SimCity, otro proyecto de Maxis, estuvo acompañado de serias dificultades y escándalos precisamente por las funciones en línea implementadas. Como resultado, la dirección de EA Games llegó a la conclusión de abandonar el desarrollo de Olympus, rehaciendo el juego para un solo jugador y convirtiéndolo en parte de la serie principal: Los Sims 4. El equipo de desarrollo tuvo que rehacer casi por completo el juego en un año y darle un aspecto presentable antes del lanzamiento. Como resultado, el desarrollo del juego se llevó a cabo en modo de emergencia, lo que supuso el abandono de muchas de las características básicas inherentes a las entregas anteriores de Los Sims. De hecho, el desarrollo del juego continuó después de su lanzamiento y en unos pocos meses se lanzaron varias actualizaciones a gran escala, cerrando serias lagunas en el juego.
Los Sims 4 fue el primer juego en el que el fundador de la serie, Will Wright, no participó del desarrollo. Sin embargo, el equipo siguió siendo el que alguna vez trabajó con Will y el juego encarnó muchas ideas que a Wright le gustaría ver, pero que no pudo implementar en las entregas anteriores de la serie debido al poco avance tecnológico en ese momento. Una de las ideas centrales del equipo de desarrollo fue crear un juego con un rendimiento óptimo, con soporte continuo para nuevas características como en Los Sims 3, aunque los creadores se enfrentaron al hecho de que la cantidad excesiva de contenido estaba causando graves bloqueos y errores en el juego. Para evitar un problema similar con Los Sims 4, los creadores tuvieron que hacer concesiones: eliminar algunas de las características como el mundo abierto para reemplazarlo con barrios, pero con detalles más elaborados en el alrededor y también abandonar la «herramienta de estilo», reemplazándola con una gama de colores muy limitada al colorear objetos, como en Los Sims 2.
La cantidad de personas en el equipo de desarrollo fue casi el doble que en Los Sims 3. Aproximadamente la mitad del equipo de desarrollo son mujeres. La productora ejecutiva de Electronic Arts, Lyndsay Pearson, dijo que en Los Sims 4 quieren reflejar la voz de aquellas que «durante mucho tiempo han estado infrarrepresentadas» en la industria de los videojuegos.

### Gráficos y mundo
Al trabajar en los gráficos, los desarrolladores se propusieron crear un juego rápido apto para ordenadores poco potentes. Hubo que solucionar un fallo en Los Sims 3, cuando la tercera entrega empezó a funcionar con bastante lentitud a medida que se lanzaban las expansiones. Para lograr este objetivo, los creadores tuvieron que hacer varios cambios controvertidos pero sustanciales. Lo más importante fue el abandono del mundo abierto, sustituyéndolo por pequeñas localizaciones de juego: los mundos. Esto también permitió obtener paisajes detallados y estéticamente agradables, lo que no habría sido posible en un mundo abierto. El segundo cambio fue el abandono de la herramienta «crear un estilo», sustituyéndola por una lista limitada de colores como en Los Sims 2.
La optimización también implicó la adaptación de los gráficos, por ejemplo, utilizando texturas de baja resolución como parte del estilo artístico, haciendo que los objetos del juego fueran más estilizados, ocasionando que el mundo tuviera un aspecto adecuadamente brillante y abstracto. El rechazo del fotorrealismo resolvió el problema del efecto valle inquietante. Se introdujo la oclusión ambiental para mejorar la iluminación y evitar el efecto de brillo. Esta era una característica que querían añadir en Los Sims 3, pero no encajaba con el estilo artístico de esa entrega. También se han mejorado los gráficos con texturas en relieve. El equipo de Maxis decidió abandonar la técnica del movimiento del cabello por falta de recursos económicos para desarrollarla.
El plan original era añadir tres o cuatro ciudades al juego: una urbanización de baja altitud al estilo de Nueva Orleans, una zona pantanosa desierta, una riviera italiana y una antigua ciudad europea. Al final, Orleans y Riviera pasaron a formar parte del diseño del mundo Willow Creek. Los desarrolladores decidieron lanzar Los Sims 4 con dos mundos ya creados: Willow Creek y Oasis Springs. Mientras que el primer mundo es un oasis verde similar a los antiguos mundos de los anteriores juegos, el rocoso y árido Oasis Springs, que parece un suburbio de Las Vegas, fue creado intencionadamente para que fuera todo lo contrario en cuanto a condiciones climáticas y arquitectura local. Aunque los mundos no son abiertos, cada uno de sus barrios cuenta con amplias zonas de diversión. Entre los habitantes del pueblo se encuentran varios personajes de anteriores series de Los Sims, como Elvira Lápida o Manolo del Solar.
La animación de los personajes en Los Sims 4 se creó vinculada a cada estado emocional, que se expresa en las expresiones faciales, los movimientos y las reacciones del personaje ante determinados incidentes. Para ello, se han creado muchas pequeñas acciones vinculadas a emociones específicas que aparecen cuando el sim se levanta, se sienta o hace algo. Por la misma razón hay más opciones de expresiones faciales y de movimiento que en las anteriores entregas y por la misma razón los sims ya no parecen seres sin emociones o fríos. Las animaciones se crearon desde cero. La animación se basa en un vídeo con los movimientos de un actor real. Su creación llevó desde unos pocos días hasta tres meses, dependiendo de su complejidad.

### Jugabilidad
El juego se diseñó inicialmente para ser en modo multijugador, pero las limitaciones con la conexión de red hicieron imposible llevar a cabo la idea en el prototipo, por lo que se decidió abandonarlo. Además, la calidad de los gráficos habría tenido que verse muy comprometida en la versión online. Aunque Los Sims 4 está repleto de novedades, se basa en la jugabilidad de Los Sims 3. Esto explica las numerosas similitudes con la tercera entrega, como la presencia de la «Planta-vaca». Los Sims 4 fue el primer juego en el que el creador de la serie, Will Wright, no participó en el desarrollo pero se incluyeron algunas de sus ideas que no pudieron ser añadidas debido a la pobre tecnología informática de la época. El mayor reto para los desarrolladores fue crear una interfaz de usuario sencilla y fácil de usar, que en Los Sims ya era lo suficientemente compleja como para que los jugadores la dominaran en pocas partidas. Para crear una interfaz sencilla, hubo que modificar el diseño del juego. Por ejemplo, los desarrolladores introdujeron una herramienta de clickear y arrastrar para sustituir algunas de las características de las antiguas interfaces, como la posibilidad de cambiar los rasgos del personaje en lugar de los controles deslizantes o la posibilidad de estirar, arrastrar y soltar habitaciones, objetos, etc.

## Características
- Nuevos sims: Se puede crear y controlar sims más inteligentes, relacionables y emocionalmente diversos.
- Inteligencia: Los sims se mueven y actúan más naturalmente que antes, desde hacer multitarea hasta expresar sus emociones por su forma de caminar. Se puede elegir sus rasgos de personalidad, sus gustos y tirrias y sus aspiraciones y explorar la profundidad de sus deseos de toda la vida a través de los pensamientos, sociabilidad, carrera y recuerdos.
- Profundidad emotiva: Por primera vez, los sims sienten y expresan emociones y pueden experimentar un alcance y profundidad emotiva y ser influenciados por otros sims, por otras acciones, eventos, sus gustos, recuerdos o incluso la ropa y objetos que se elijan.
- Herramientas creativas nuevas: Se ha rediseñado las herramientas Crear un sim y el Modo construir. Ahora es posible modelar a los Sims de forma táctil y construir más intuitivamente habitaciones en los hogares.
- Personalización de género: En esta entrega se puede, por primera vez en la saga, crear Sims transexuales. En el mismo menú, se le permite al jugador decidir si el Sim podrá quedarse embarazado o dejar a embarazado a otros y la opción de escoger si orinarán de pie o sentado. Además, toda la ropa está disponible para ambos géneros. Todas estas novedades se añadieron en la actualización 1.29.28 del 3 de junio de 2016.[9]
- Pronombres personalizables: El equipo de Los Sims, anunció que estaban trabajando en añadir los pronombres personalizables al juego. Fue así como el 24 de mayo de 2022 se lanzó la actualización 1.88.203.1030, la cual añadía la opción de escoger el pronombre del Sim o que el jugador pueda crear uno por sí mismo. Esta característica únicamente se lanzó para la versión inglesa, pero el equipo ya ha anunciado que añadirá la característica al resto de idiomas.[10]
- Barrios vibrantes: Nuevos efectos visuales para los vecindarios de los Sims.
- Historias del barrio: Tras las actualizaciones 1.82.99.1030 y 1.85.203.1030 (30 de noviembre de 2021 y 15 de marzo de 2022, respectivamente) se añadió esta nueva función dentro del juego, mediante la cual el jugador podrá influir directamente en la vida de los Sims que este no controla. Añadido a esto, las unidades domésticas externas al jugador, progresarán, es decir; tendrán o adoptarán hijos, se mudarán, se cambiarán de trabajo, se casaran o divorciarán con otros Sims, se morirán, etc..[11]
- Recompensas: Al completar eventos es posible ganar objetos, trajes y rasgos nuevos, descubrir coleccionables y desbloquear premios.
- Compartir creaciones: Es posible compartir las unidades domésticas en La Galería y lo puedes compartir con amigos y la comunidad y descargar las creaciones de otros.
- Modo en Primera persona: El 13 de noviembre de 2018 en una actualización gratuita versión 1.47 antes del pack de Expansión ¡Rumbo a la fama! se puso el modo de "Primera persona" para acceder a ella debes usar la combinación de teclas Mayús + Tabulador.[12]
- Herramientas de Terreno*: En la actualización 1.47 del juego antes del pack de Expansión ¡Rumbo a la fama! se lo incluyeron las herramientas de terreno que nos permiten manipular la altura de este. Se pueden nivelar los terrenos para que los Sims puedan pasar. También, en la actualización 1.77 del juego, antes del pack de Expansión Vida en el pueblo, incluyeron la opción de crear estanques.

### Emociones
Una de las características principales del modo de juego de Los Sims 4 son las emociones. Éstas afectan a (y se ven afectadas por) todas las actividades que realiza un sim, ya sean interacciones con otros sims o acontecimientos en el juego. Prácticamente todo lo que ocurre a su alrededor afectará al estado emocional del sim, incluso algunos objetos que se encuentren cerca. Casi todas las emociones tienen distintos grados de intensidad. Si un sim permanece mucho tiempo en el nivel máximo, se puede morir (se indican con un asterisco en la lista a continuación).
A nivel técnico, la emoción que un sim siente en un momento concreto es determinada por la suma de los estados de humor (moodlets en inglés) que se adquieren con todo tipo de situaciones y acciones del propio sim o de su entorno. Cada estado de ánimo viene con un número que contribuye a la emoción del sim. Para determinar qué emoción sentirá en sim, se suman estos números y la emoción más sume es la que sentirá el sim.
Si entre los estados de humor de un sim hay algunos correspondientes a la emoción Contento/a y otro(s) correspondientes a otra emoción positiva, los primeros se sumarán a la segunda para "potenciarla" y contribuir a que sume más puntos (véase captura de pantalla como ejemplo).
Las emociones se detallan en la tabla siguiente. Se indican juntas las que son distintas intensidades de la misma emoción.
Las emociones que causan la muerte del sim se indican con ☠️.
| Emociones Positivas (pueden ser potenciadas por Contento/a) | Emociones Negativas                                   | Emociones Neutras |
| ----------------------------------------------------------- | ----------------------------------------------------- | ----------------- |
| - Contento/a - Muy Contento/a                               | - Incómodo/a - Muy Incómodo/a                         | Dormido/a         |
| - Coqueto/a - Muy Coqueto/a                                 | - Triste - Muy Triste                                 | Normal            |
| - Seguro/a - Muy Seguro/a                                   | - Enfadado/a - Muy Enfadado/a - Enfurecido/a☠️        | Aburrido/a        |
| - Centrado/a - Muy Centrado/a                               | Atontado/a                                            | Poseído/a         |
| - Inspirado/a - Muy Inspirado/a                             | Tenso/a                                               |                   |
| - Vacilón/a - Muy Vacilón/a - Desternillante☠️              | - Avergonzado/a - Muy Avergonzado/a - Mortificado/a☠️ |                   |
| - Vigorizado/a - Muy Vigorizado/a                           | - Asustado/a - Aterrado/a                             |                   |

## Avance
El avance fue mostrado por primera vez el 20 de agosto de 2013 en el evento y feria Gamescom en Colonia, Alemania, que también es visible en la página web de YouTube. En el primero de ellos, llamado "Llegada" se muestra un pequeño avance de la apariencia de los nuevos Sims y en el segundo se muestran las nuevas funciones del juego en el modo crear un Sim, modo construir y modo vivir. Durante los siguientes meses se fueren lanzando en la plataforma YouTube una serie de vídeos cortos, que presentaban algunas características del juego. Pero el 24 de agosto de 2014, se lanzó en varias plataformas simultáneamente, el tráiler final de lanzamiento.

## Recepción
El juego fue recibido con reseñas mayoritariamente favorables por parte de la crítica, obteniendo un puntaje de 71 sobre 100 y 69.37% en los agregadores de reseñas Metacritic y GameRankings, respectivamente. Lo más criticado del juego, fueron sus carencias comentadas anteriormente, con respecto a las anteriores entregas. 
En 2017, el juego se lanzó oficialmente para PlayStation 4 y Xbox One, teniendo críticas similares a la versión de PC pero ligeramente inferiores debido a los confusos controles, obteniendo en ambas versiones un 66/100 en Metacritic.

### Ventas
En su lanzamiento en 2014, se convirtió en el primer videojuego de PC que llegó al top 1 en todos los rankings desde Guild Wars 2 en 2012. Durante sus primeros años, las ventas no fueron muy altas debido a la críticas, pero a partir del 2018, especialmente en la década del 2020, la ventas comenzaron a crecer exponencialmente gracias a las múltiples actualizaciones y paquetes. En el año 2018, se anunció que únicamente los paquetes de expansión ya habían vendido 30 millones de copias conjuntamente. Después, en el año 2019, se confirmó que el juego había generado más de 1 billón de dólares Finalmente, el 12 de mayo de 2021, EA reportó que Los Sims 4 había alcanzado la cifra de 36 millones de jugadores, convirtiéndolo así, en el videojuego más exitoso de su género.
El 18 de octubre de 2022, el juego pasó a ser gratuito definitivamente, obteniendo buenos datos. En la plataforma Steam, el juego llegó en octubre a una media de 96.000 jugadores activos, obteniendo el mes anterior 20.000, por lo que tubo una subida de 76.000 jugadores. En abril de 2023 y mediante un comunicado oficial, Electronic Arts dio a conocer que el juego poseía un total de 70 millones de jugadores totales, lo que supone una subida de 16 millones de jugadores con respecto al momento previo en el que el juego pasó a ser gratuito. Este mismo comunicado también dio a conocer que la media de jugadores semanales activos aumentó un 53%. Todos estos datos causaron que los nuevos paquetes del juego vendieran más unidades, siendo que, el paquete de expansión Los Sims 4: Creciendo En Familia, registró más ventas en su semana de estreno que ningún otro paquete hasta la fecha.

## Expansiones y otras ampliaciones del juego
El juego base de Los Sims 4 ofrece muchas opciones y EA publica actualizaciones gratuitas con frecuencia para solucionar errores, aportar mejoras y ampliar la experiencia de juego. Algunos ejemplos notables son la inclusión de fantasmas y piscinas en 2014, infantes en 2017, escaleras configurables en 2019, bebés en 2023, y muchos más. La lista completa está en la sección Actualizaciones gratuitas. A menudo, estas coinciden con la publicación de una expansión relacionada con el tema en cuestión. Por ejemplo, se publicó la actualización que incluía a los bebés al mismo tiempo que se publicaba la expansión Creciendo en Familia.
De este modo, el juego evoluciona constantemente y los usuarios no se ven obligados a pagar para disfrutar de las mejoras básicas. Los paquetes de expansión, de contenido y de accesorios, así como los Kits, funcionan por lo tanto como verdaderas ampliaciones del juego más que como evoluciones, puesto que amplían aspectos que ya son parte del juego base, los complejizan y los mejoran.
Existen cuatro tipos de Packs en los Sims 4 que ofrecen experiencias muy variadas. En orden de mayor a menor (en cuanto a precio y la cantidad de contenido adicional), estos son: los Paquetes de expansión, los Paquetes de contenido, los Paquetes de accesorios y los Kits.
1. Los paquetes de expansión (en inglés: Expansion pack) amplían considerablemente el juego, son los más caros y los que más expanden el juego. Todos, excepto Los Sims 4 y las cuatro estaciones, incluyen un mundo nuevo que generalmente es grande y tiene numerosos solares. Los paquetes de expansión tienen temáticas amplias e incluyen numerosos objetos, estilos de ropa , accesorios, peinados, etc. También cuentan con nuevas actividades, habilidades, carreras y dinámicas de juego.
2. Los paquetes de contenido (en inglés: Game pack) son una novedad de la cuarta entrega de la saga (Los Sims 4) ya que, al contrario que los packs de expansión y accesorios, los de contenido no existían en Los Sims, Los Sims 2 o Los Sims 3. Se conciben como una opción intermedia entre un pack de accesorios que casi no amplía la experiencia de juego al incluir sobre todo objetos y estilos para los modos Construir y Crear un Sim; y un pack de expansión que incluye, además de una cantidad mucho mayor de objetos, ropa, accesorios y peinados, modalidades de juego nuevas e incluso casi siempre un mundo nuevo más grande. Los paquetes de contenido añaden objetos y experiencias de juego nuevas relacionados con una temática concreta, que pueden ir desde un tipo de sim sobrenatural y todo lo que tiene que ver con ello (por ej.: Vampiros o Licántropos) a una nueva dinámica de juego (por ej.: Papás y Mamás). Es frecuente que los packs de contenido incluyan un mundo nuevo relacionado con la temática en cuestión, aunque suele ser más pequeño que los de los packs de expansión.
3. Los paquetes de accesorios (en inglés: Stuff pack) eran, hasta 2021, la forma más pequeña y asequible de ampliar el juego. Contienen un número más limitado de objetos y ropa y se centran en una temática muy concreta. Es habitual que incluyan alguna interacción o forma de jugar nueva a través de objetos (por ej.: Día de Colada o Noche de Bolos). Algunos incluso añaden un tipo de solar nuevo o una habilidad que amplían considerablemente el juego, para tratarse de un pack de accesorios (por ej.: Minicasas, Fenómenos Paranormales o Portentos del Punto). Hay muchísima variación en cuanto a la cantidad de contenido y el nivel de ampliación del juego que ofrecen los distintos packs de accesorios.
4. Los Kits fueron introducidos por EA en 2021 como la forma más asequible de ampliar el juego. Al igual que los packs de contenido, son una novedad de Los Sims 4. Tienen una cantidad muy reducida de objetos o ropa (suelen estar orientados al modo Construir o Crear un Sim, pero no a ambos) sobre una temática muy concreta dirigida a un nicho de audiencia muy pequeño. Permiten a EA una frecuencia de publicación mayor que la que tienen con los demás tipos de packs. El proceso de desarrollo de un pack (de expansión, contenido o accesorios) es largo y caro, por lo que los Kits permiten un flujo más constante de novedades. Asimismo, ofrecen más flexibilidad a estos nichos de audiencia a la hora de adquirir únicamente los objetos que les interesan.

Finalmente, Los Sims 4 permite adquirir Colecciones. Estas son agrupaciones o lotes de 3 o 4 packs que tienen un tema relacionado. Las colecciones tienen un precio menor que lo que sería la suma de los packs que contienen, si estos se compraran por separado. También se puede crear una colección a la carta (1 expansión, 1 pack de contenido y 1 pack de accesorios) y obtener así un descuento en la compra de estos 3 packs.
Todos los Packs y Kits tienen un código de identificación o abreviatura que se compone de dos letras (EP para las expansiones, GP para los packs de contenido y SP para los packs de accesorios y los kits) seguidas del número del pack. En el caso de las expansiones y packs de contenido, estos números coinciden con el orden de publicación y son secuenciales dentro de cada tipo de pack. En el caso de los packs de accesorios y los kits esto es más complicado. A continuación, se detallan todos los packs y kits así como estos números.

### Paquetes de expansión
También llamados Packs de expansión, son paquetes grandes, que añaden muchas novedades al modo vivir, modo construir y modo crear un Sim. La primera expansión se lanzó el 31 de marzo de 2015, recibiendo el nombre de "Los Sims 4: ¡A Trabajar!". Hasta este momento, se han publicado 17 expansiones:
| Número | Título                                                             | Fecha de lanzamiento para Windows y Mac | Clasificaciones de Metacritic | Descripción | Mundo(s)                   | Habilidad(es) | Carrera(s)                                                  |
| ------ | ------------------------------------------------------------------ | --------------------------------------- | ----------------------------- | --- | -------------------------- | --- | ----------------------------------------------------------- |
| 1      | Los Sims 4: ¡A Trabajar! (en inglés: Get to Work)                  | 31 de marzo de 2015                     | 73/100                        | Los sims podrán elegir entre tres nuevas carreras y activas como detective, médico o científico. También pueden abrir sus propios locales. La expansión introduce una nueva forma de vida: extraterrestres, quienes pueden secuestrar personajes. | Magnolia Promenade         | Fotografía, repostería | Detective, científico, médico                               |
| 2      | Los Sims 4: ¿Quedamos? (en inglés: Get Together)                   | 8 de diciembre de 2015                  | 72/100                        | La expansión añade un mundo con temática de ciudad europea. Los personajes pueden ser DJ y organizar bailes grupales en fiestas, así como unirse a comunidades temáticas o crear nuevas, estableciendo allí sus propias reglas de conducta. | Windenburg                 | Baile, mezclas musicales | —                                                           |
| 3      | Los Sims 4: Urbanitas (en inglés: City Living)                     | 1 de noviembre de 2016                  | 78/100                        | La expansión agrega una nueva metrópoli, donde también están representadas las culturas del Medio y Lejano Oriente. Los personajes pueden vivir en apartamentos y áticos, asistir a diversos festivales temáticos y participar en la vida política, social y cultural de la ciudad. | San Myshuno                | Canto | Político, crítico, gestor de redes sociales                 |
| 4      | Los Sims 4: Perros y gatos (en inglés: Cats and Dogs)              | 10 de noviembre de 2017                 | 80/100                        | La expansión agrega la capacidad de crear o tener un perro o un gato. Los sims pueden comunicarse con sus mascotas y entrenarlas. Además, la expansión trae la oportunidad de ser veterinario y tener una clínica veterinaria propia. | Brindleton Bay             | Adiestramiento, veterinaria                                                                                                  | Veterinario                                                 |
| 5      | Los Sims 4: Y las cuatro estaciones (en inglés: Seasons)           | 22 de junio de 2018                     | 81/100                        | La expansión introduce las cuatro estaciones. Los sims tienen interacciones especiales cada temporada, como jugar en la nieve, rastrillar hojas, tomar sol, etc. Cada estación tiene sus propios festivales. La expansión amplía las posibilidades de jardinería y actividades al aire libre. | —                          | Arreglos florales | Jardinero, explorador                                       |
| 6      | Los Sims 4: ¡Rumbo a la fama! (en inglés: Get Famous)              | 16 de noviembre de 2018                 | 77/100                        | La expansión introduce una profesión activa como actor. El sim puede participar en el rodaje de programas, anuncios y películas. Además, un sim puede convertirse en una celebridad, tendrá fanes y será invitado a fiestas vip privadas. | Del Sol Valley             | Аctuación, producción multimedia                                                                                             | Аctor, influencer                                           |
| 7      | Los Sims 4: Vida isleña (en inglés: Island Living)                 | 21 de junio de 2019                     | 84/100                        | La expansión presenta actividades al aire libre en las islas, en particular: nadar en aguas abiertas, tomar sol en la playa, pasear en bote, limpiar los escombros en las playas, explorar el mundo submarino y explorar la cultura isleña local. Las sirenas también aparecen en la expansión. | Sulani                     | — | Conservacionista, instructor de buceo, pescador, socorrista |
| 8      | Los Sims 4: Días de universidad (en inglés: Discover University)   | 15 de noviembre de 2019                 | 81/100                        | La expansión presenta la oportunidad de que los sims asistan a una universidad y vivan en el campus junto a otros estudiantes. El sim debe mantener su rendimiento académico y también puede participar en la vida de la comunidad estudiantil, uniéndose a organizaciones estudiantiles. La expansión también presenta robots que se pueden construir y controlar llamados "plumbots". | Britechester               | Investigación y debate, robótica                                                                                             | Educación, ley e ingeniería                                 |
| 9      | Los Sims 4: Vida ecológica (en inglés: Eco Lifestyle)              | 5 de junio de 2020                      | 82/100                        | La expansión añade el nuevo mundo contaminado y lleno de basura de Evergreen Harbor. El jugador puede convertirse en un frigan, reciclar basura, reparar o crear nuevos objetos, contribuir a la purificación del medio ambiente (o su contaminación) y también participar en las organizaciones comunitarias. | Evergreen Harbor           | Elaboración de bebidas con gas, fabricación                                                                                  | Diseñador de ingeniería civil, Fabricante autónomo          |
| 10     | Los Sims 4: Escapada en la nieve (en inglés: Snowy Escape)         | 13 de noviembre de 2020                 | 80/100                        | La expansión presenta diferentes tipos de deportes de invierno como el esquí o el snowboard, escalar a la cima de una montaña, así como explorar la cultura local similar a la japonesa, visitar las aguas termales locales y participar en eventos culturales. | Monte Komorebi             | Esquí, snowboard, escalada                                                                                                   | Asalariado                                                  |
| 11     | Los Sims 4: Vida en el pueblo (en inglés: Cottage Living)          | 22 de julio de 2021                     | 81/100                        | La expansión se centra en la vida en el campo e incluye varios animales como: vacas, gallinas, llamas, aves silvestres, conejos y zorros. También presenta un mundo rural inspirado en Inglaterra llamado Villagallina de la Bolsona (Henford-on-Bagley en inglés). | Villagallina de la Bolsona | Punto de Cruz | —                                                           |
| 12     | Los Sims 4: Años High School (en inglés: High School Years)        | 28 de julio de 2022                     | 74/100                        | La expansión se centra en la adolescencia y en su estadía en la escuela, incluyendo varias actividades nuevas tales como el baile de promoción, bromas y actividades extraescolares. | Copperdale                 | Emprendedor | Simfluencer, realizador de directos de videojuegos          |
| 13     | Los Sims 4: Creciendo en familia (en inglés: Growing Together)     | 16 de marzo de 2023                     | 84/100                        | La expansión se centra en la oportunidad de explorar ese lazo familiar a través de diversas dinámicas entre sims, incluyendo nuevas interacciones familiares, así como muebles, ropa y accesorios para los nuevos bebes y toda la familia. También trae nuevas actividades para hacer en familia como armar rompecabezas y construir casas de árbol, la posibilidad de poder autodescubrirse y desarrollar su vida a través del nuevo sistema de Hitos, así como nuevos acontecimientos como las fiestas del bebé y la fiesta de pijamas. | San Sequoia                | — | —                                                           |
| 14     | Los Sims 4: Rancho de Caballos (en inglés: Horse Ranch)            | 20 de julio de 2023                     | 68/100                        | Inspirado en el gran oeste de Estados Unidos, este pack de expansión introduce a los caballos: podremos montarlos, cuidar de ellos, reproducirlos y competir. También podremos cuidar de mini cabras y mini ovejas las cuales podremos ordeñar y esquilar respectivamente para obtener simoleones. Se reintroduce la máquina para preparar néctares (una bebida no alcohólica) a partir de frutas. Además de nuevos muebles, ropa, etc., inspirados en el viejo oeste estadounidense.                                                     | Chestnut Ridge             | Elaboración de néctar, Equitación y otras cuatro habilidades para los caballos: Temperamento, Agilidad, Salto y Resistencia. | —                                                           |
| 15     | "Los Sims 4: Se Alquila" (en inglés: For Rent)                     | 7 de diciembre del 2023                 | 67/100                        | Inspirado en el sureste de Asia, este pack te introduce al mundo de Tomarang y a la construcción de complejos de alquiler residenciales, pudiendo ser los sims tanto inquilinos como propietarios. Se incluyen muebles y ropas inspirados en esa región del mundo, nuevas comidas, dos nuevas actividades para los niños y varias opciones para construir complejos de alquiler residencial de todo tipo. | Tomarang                   | | Manitas                                                     |
| 16     | "Los Sims 4: ¡Viva el Amor!" (en inglés: Lovestruck)               | 25 de julio del 2024                    | 71/100                        | El amor se apodera del mundo con esta expansión, introduciendo elementos como un nuevo sistema de atracción romántica, nuevas actividades románticas y la aplicación La Casa de Cupido, para crear nuevas citas personalizadas y sentir más auténticas las relaciones románticas entre tus Sims. | Ciudad Enamorada           | Romance | Asesoramiento romántico                                     |
| 17     | "Los Sims 4: Vida y Más Allá" (en inglés: Life & Death)            | 31 de octubre de 2024                   | 86/100                        | La expansión se centra en el mundo después de la muerte, permitiendo descubrir una nueva forma de vida con fantasmas mejorados, profesiones macabaras, lista de deseos antes de morir, funerales o un sistema de duelo. | Ravenwood                  | Tanatología | Parca, Director de funeraria                                |
| 18     | Los Sims 4: Ocio y Negocio(en inglés: Businesses and Hobbies)      | 6 de marzo de 2025                      |                               | | Nordhaven                  | |                                                             |
| 19     | Los Sims™ 4: Naturaleza Encantada (en inglés: Enchanted by Nature) | 10 de julio de 2025                     |                               | | Innisgreen                 | |                                                             |

### Paquetes de contenido
También llamados Packs de contenido, son paquetes medianos, con un precio más asequible que los paquetes de expansión. 
El primer pack de contenido se lanzó el 13 de enero de 2015 y se llamó "Los Sims 4: De Acampada" y se convirtió en el primer paquete del juego. Estos son los 12 packs de contenido existentes hasta la fecha:
| Número | Título                                                             | Fecha de lanzamiento                                        | Descripción | Mundo(s)                  | Habilidad(es)                      |
| ------ | ------------------------------------------------------------------ | ----------------------------------------------------------- | --- | ------------------------- | ---------------------------------- |
| 1      | Los Sims 4: De acampada (en inglés: Outdoor Retreat)               | 13 de enero de 2015 (Windows) 17 de febrero de 2015 (Mac)   | El pack agrega la posibilidad de ir de vacaciones a un complejo forestal, vivir en una casa de campo o montar tiendas de campaña en el bosque. Granite Falls es uno de los tres mundos de vacaciones del juego. | Granite Falls             | Fitoterapia                        |
| 2      | Los Sims 4: Día de spa (en inglés: Spa Day)                        | 14 de julio de 2015 7 de septiembre de 2021 (actualización) | El pack agrega todo lo relacionado con un spa; sauna, cama de masaje, sillón de masaje de brazos y piernas, colchoneta de yoga, manicura, etc. La actualización de 2021 añade la habilidad de bienestar, rasgos nuevos y amplía la jugabilidad de los spa. | —                         | Bienestar                          |
| 3      | Los Sims 4: Escapada gourmet (en inglés: Dine Out)                 | 7 de junio de 2016                                          | El pack agrega la capacidad de crear restaurantes, desarrollarlos como negocio, contratar empleados y crear su propio menú; además de poder jugar como comensal. | —                         | —                                  |
| 4      | Los Sims 4: Vampiros (en inglés: Vampires)                         | 24 de enero de 2017                                         | El pack agrega un nuevo tipo de sim sobrenatural: los vampiros. Se crea por primera vez el concepto de habilidades especiales (skill tree) que se utilizará también en otros sims sobrenaturales. Esto consiste en una amplia gama de habilidades y debilidades que se pueden adquirir con experiencia, es decir, utilizando los poderes propios de los vampiros. | Forgotten Hollow          | Folclore vampírico Órgano          |
| 5      | Los Sims 4: Papás y mamás (en inglés: Parenthood)                  | 30 de mayo de 2017                                          | El pack agrega nuevas interacciones para niños y padres. Los padres pueden educar a sus hijos inculcando ciertos comportamientos. Según la educación que reciben, los hijos pueden desarrollar ciertos rasgos de personalidad que los acompañarán a lo largo de toda su vida. Este es el primer pack de contenido que, de forma similar a algunos packs de expansión (por ej.: las cuatro estaciones o creciendo en familia), amplían el juego en todos las unidades domésticas sin que sea necesario acudir a un lugar especial o jugar con un sim sobrenatural para experimentarlo. | —                         | Aptitud parental                   |
| 6      | Los Sims 4: Aventura en la selva (en inglés: Jungle Adventure)     | 27 de febrero de 2018                                       | El pack agrega la capacidad de explorar la selva tropical de Selvadorada, descubrir numerosas zonas como las ruinas Omiscanas y encontrar tesoros y reliquias. | Selvadorada               | Arqueología Cultura de Selvadorada |
| 7      | Los Sims 4: StrangerVille                                          | 26 de febrero de 2019                                       | El pack agrega la oportunidad de explorar la misteriosa ciudad de Strangerville con una base científica protegida por militares. El jugador debe investigar la causa del extraño cambio en el comportamiento de los personajes locales y enfrentarse a la causa del mal en la ciudad. | StrangerVille             | —                                  |
| 8      | Los Sims 4: Y el reino de la magia (en inglés: Realm of Magic)     | 10 de septiembre de 2019                                    | El pack agrega la capacidad de practicar magia, así como una dimensión mágica donde viven los magos (a los que el juego considera sims sobrenaturales). | Glimmerbrook Reino mágico | Magia                              |
| 9      | Los Sims 4 Stars Wars: Viaje a Batuu (en inglés: Journey to Batuu) | 8 de septiembre de 2020                                     | El pack es un crossover con la franquicia de ciencia ficción Star Wars, que permite al jugador ir al planeta Batuu, unirse a una de las tres facciones y realizar diferentes misiones. | Batuu                     | —                                  |
| 10     | Los Sims 4: Interiorismo (en inglés: Dream Home Decorator)         | 1 de junio de 2021                                          | La contratación se suma a la carrera de un diseñador de interiores, que tiene que decorar los espacios según las necesidades y gustos de los clientes. Este pack incluye la nueva carrera de diseñador de interiores | —                         | —                                  |
| 11     | Los Sims 4: ¡Sí, Quiero! (en inglés: My Wedding Stories)           | 23 de febrero de 2022                                       | Podrás preparar una boda de ensueño para tus sims diseñándola a tu gusto desde el vestido, hasta los invitados, además de conmemorar esa fecha especial cada año. | Tartosa                   | —                                  |
| 12     | Los Sims 4: Licántropos (en inglés: Werewolves)                    | 16 de junio de 2022                                         | Este pack trae un nuevo tipo de sim sobrenatural: Los Hombres Lobo con los que podrás interactuar o ser uno de ellos, puedes personalizarlos a tu gusto, además contiene nuevos rasgos, objetos y más. | Moonwood Mill             | —                                  |

### Paquetes de accesorios
Son paquetes más pequeños y asequibles que los de expansión y de contenido, pero a su vez, son más caros y más grandes que los kits. Añaden objetos, prendas de vestir y un poco de gameplay. El primer pack de accesorios recibió el nombre de Los Sims 4: Fiesta Glamurosa y salió al mercado el 19 de mayo de 2014. Actualmente, hay un total de 20 paquetes de accesorios:
| Número (Código del Pack) | Título                                                              | Fecha de lanzamiento     | Desripción |
| ------------------------ | ------------------------------------------------------------------- | ------------------------ | --- |
| 1 (SP01)                 | Los Sims 4: Fiesta glamurosa (en inglés: Luxury Party Stuff)        | 19 de mayo de 2015       | El pack añade una colección de peinados, ropa y muebles lujosos. |
| 2 (SP02)                 | Los Sims 4: Patio de ensueño (en inglés: Perfect Patio Stuff)       | 16 de junio de 2015      | El pack añade trajes de baño, mobiliario y decoración para el jardín. |
| 3 (SP03)                 | Los Sims 4: Cocina divina (en inglés: Cool Kitchen Stuff)           | 11 de agosto de 2015     | El pack añade vestimenta para chefs, muebles para la cocina y para comedor en un estilo moderno, además de una máquina para hacer helados. |
| 4 (SP04)                 | Los Sims 4: Escalofriante (en inglés: Spooky Stuff)                 | 29 de septiembre de 2015 | El pack añade disfraces de Halloween, cosas espeluznantes y un puesto para tallar caras en calabaza. |
| 5 (SP05)                 | Los Sims 4: Noche de cine (en inglés: Movie Hangout Stuff)          | 12 de enero de 2016      | El pack añade ropa y peinados de estilo bohemio, además de coloridos muebles de campo y la posibilidad de ver películas y hacer palomitas de maíz. |
| 6 (SP06)                 | Los Sims 4: Jardín romántico" (en inglés: Romantic Garden Stuff)    | 9 de febrero de 2016     | El pack añade un catálogo de plantas y decoraciones en piedra para crear lujosos jardines, nuevas prendas con motivos florales y el pozo de los deseos. |
| 7 (SP07)                 | Los Sims 4: Cuarto de niños (en inglés: Kids room stuff)            | 28 de junio de 2016      | El pack añade ropa, muebles y juguetes para los niños, como la Arena de combate de vacimonstruos. |
| 8 (SP08)                 | Los Sims 4: Diversión en el patio (en inglés: Backyard stuff)       | 19 de julio de 2016      | El pack añade muebles brillantes y decoraciones de temática veraniega para el patio trasero. |
| 9 (SP09)                 | Los Sims 4: Glamour vintage (en inglés: Vintage Glamour Stuff)      | 6 de diciembre de 2016   | El pack añade muebles Art Deco, una colección de ropa y peinados de los años 30, además de la posibilidad de contratar a un mayordomo. |
| 10 (SP10)                | Los Sims 4: Noche de bolos" (en inglés: Bowling Night Stuff)        | 29 de marzo de 2017      | El pack añade ropa y mobiliario al estilo de los años 60, además de la posibilidad de jugar a los bolos. |
| 11 (SP11)                | Los Sims 4: Fitness" (en inglés: Fitness Stuff)                     | 20 de junio de 2017      | El pack añade ropa deportiva y nuevos equipos de ejercicio, así como mobiliario para el hogar y gimnasio. |
| 12 (SP12)                | Los Sims 4: Infantes (en inglés: Toddler Stuff)                     | 24 de agosto de 2017     | El pack añade disfraces, artículos y juguetes para infantes, además de un nuevo tipo de evento para estos. |
| 13 (SP13)                | Los Sims 4: Día de colada (en inglés: Laundry Day)                  | 16 de enero de 2018      | El pack añade objetos y muebles para el salón en un eco-estilo campestre, así como lavar ropa. |
| 14 (SP14)                | Los Sims 4: Mi primera mascota (en inglés: My First Pet Stuff)      | 13 de marzo de 2018      | El pack añade objetos y muebles para perros y gatos, así como una colección de roedores. Para acceder a todos los objetos del catálogo, debe tener el pack de expansión Los Sims 4: Perros y gatos. |
| 15 (SP15)                | Los Sims 4: Moschino (en inglés: Moschino)                          | 13 de agosto de 2019     | El pack añade ropa de moda de la marca Moschino, así como muebles modernos. El jugador puede trabajar como fotógrafo de moda autónomo, tomando fotografías de modelos. |
| 16 (SP16)                | Los Sims 4: Minicasas (en inglés: Tiny Living)                      | 21 de enero de 2020      | El pack añade muebles estilo años 60 diseñado para habitaciones pequeñas, así como mecánicas de juego ligadas al deseo de construir una casa con el mínimo espacio. |
| 17 (SP17)                | Los Sims 4: Portentos del punto (en inglés: Nifty Knitting)         | 28 de julio de 2020      | El pack añade objetos y muebles de estilo campestre. El jugador puede tejer diferentes artículos y venderlos en una nueva tienda en línea. |
| 18 (SP18)                | Los Sims 4: Fenómenos paranormales (en inglés: Paranormal)          | 26 de enero de 2021      | El pack añade objetos decorativos de temática bohemia, interacciones con fantasmas y jugabilidad relacionada con lo oculto y lo paranormal, así como un nuevo tipo de solar: casa encantada residencial. Es considerado el pack de accesorios más rico en contenido. |
| 19 (SP46)                | Los Sims 4: Chef de Casa" (en inglés: Home Chef Hustle)             | 28 de septiembre de 2023 | El pack añade tres pequeños nuevos electrodomésticos, siendo estos una procesadora de alimentos, una gofrera y un horno para pizzas con los cuales se pueden preparar nuevas recetas e ingredientes para estas, además de un puesto que podemos llevar a todas partes donde podemos cocinar y vender comida. Para complementar, se añade un nuevo set para construir cocinas y nueva ropa inspirada en esta parte de la casa. |
| 20 (SP49)                | "Los Sims 4: Creaciones Cristalinas" (en inglés: Crystal Creations) | 29 de febrero de 2024    | Se añade una nueva estación para tallar gemas y confeccionar joyas como collares, anillos y brazaletes, que se pueden usar, vender o regalar. También se incluye un altar en el que exponer estas creaciones a la luz de la luna para cargarlas de energía y obtener efectos especiales. También se añaden objetos decorativos y otras piezas de ropa para complementar y lucir tus joyas recién creadas.                     |

### Kits
Los "kits" son un nuevo tipo de paquetes introducidos en marzo de 2021. Son más pequeños y baratos que los packs de accesorios y contienen una selección de objetos, ropa o gameplay más limitada relacionados con un tema muy concreto. Son un tipo contenido descargable (Downloadable Content (DLC)) controvertido, ya que parte de la comunidad de usuarios piensa que son demasiado caros para lo poco que aportan y su contenido debería integrarse en los packs de accesorios.
En noviembre de 2024, se introducen los Kits de Creadores, que son kits que han sido diseñados por miembros de la comunidad de Los Sims, en lugar de provenir del equipo de diseño oficial de EA, aunque este último se encarga de pulir los aspectos técnicos y asegurar su correcto funcionamiento. Se comercializan como los demás kits, y en la práctica, no se diferencian de estos. Se plantean como un reconocimiento a fans creadores independientes.
Hasta la fecha se han publicado 33 kits:
| Código del Kit | Título                                                                       | Fecha de lanzamiento      | Desripción |
| -------------- | ---------------------------------------------------------------------------- | ------------------------- | --- |
| SP22           | Los Sims 4: Zafarrancho de Limpieza - Kit (en inglés: Bust the Dust Kit)     | 2 de marzo de 2021        | En este kit añaden varias aspiradoras al juego con las cuales, el Sim podrá limpiar su casa y evitar que aparezcan criaturas que la ensucien en mayor cantidad.                                                                                  |
| SP21           | Los Sims 4: Cocina Campestre - Kit (en inglés: Country Kitchen Kit)          | 2 de marzo de 2021        | El kit contiene una serie de electrodomésticos, muebles y accesorios de cocina con estilo campestre. |
| SP20           | Los Sims 4: Moda Retro - Kit (en inglés: Throwback Fit Kit)                  | 2 de marzo de 2021        | Se añade una variedad de prendas de ropa con estilo retro de la década de los 80s. |
| SP23           | Los Sims 4: Oasis en el Patio - Kit (en inglés: Courtyard Oasis Kit)         | 18 de mayo de 2021        | Con este kit podrás construir con objetos de construcción y de accesorios basados en la arquitectura Marroquí. Obtendrás accesorios como asientos, fuentes, plantas y objetos de construcción como escaleras, columnas o suelos con este estilo. |
| SP24           | Los Sims 4: Loft Industrial - Kit (en inglés: Industrial Loft Kit)           | 26 de agosto de 2021      | Podrás conseguir objetos, puertas y ventanas basadas en e un estilo industrial. Varios objetos del kit se complementan con algunos objetos del juego base que también pertenecen a este estilo.                                                  |
| SP25           | Los Sims 4: Fashion Street - Kit (en inglés: Fashion Street Kit)             | 5 de octubre de 2021      | Gracias a este kit podrás vestir a tus Sims con llamativos estilos fashion street inspirados en los diseños de moda de Mumbai. |
| SP26           | Los Sims 4: Moda de Aeropuerto - Kit (en inglés: Incheon Arrivals Kit)       | 5 de octubre de 2021      | Con este kit podrás renovar el vestuario de tus Sims con nuevas prendas inspiradas en la icónica moda del aeropuerto de Seúl - Corea del Sur. |
| SP29           | Los Sims 4: Decoración Vegetal - Kit (en inglés: Blooming Rooms Kit)         | 9 de noviembre de 2021    | Podrás llenar tu casa de alegres y frondosas plantas, desde enredaderas colgantes hasta separadores de habitaciones botánicos. |
| SP28           | Los Sims 4: Moda Masculina Moderna - Kit (en inglés: Modern Menswear Kit)    | 2 de diciembre de 2021    | Conseguirás prendas contemporáneas masculinas, en colaboración con el diseñador británico de moda masculina Stefan Cooke y el British Fashion Council.                                                                                           |
| SP30           | Los Sims 4: Colores de Carnaval - Kit (en inglés: Carnaval Streetwear Kit)   | 3 de febrero de 2022      | Este kit en colaboración con la cantante y drag queen Pabllo Vittar añade ropa de carnaval colorida y alegre para vestir a tus Sims. |
| SP31           | Los Sims 4: Decoración Maximalista - Kit (en inglés: Décor to the Max Kit)   | 21 de marzo de 2022       | Se agregan muebles, accesorios, papeles de pared y suelos con estilo maximalista. |
| SP33           | Los Sims 4: Minicampistas - Kit (en inglés: Little Campers Kit)              | 26 de mayo de 2022        | Añaden objetos propios de una acampada; como hogueras, tiendas de campaña y sillas plegables, para los niños y los infantes. |
| SP32           | Los Sims 4: Noches Chic - Kit (en inglés: Moonlight Chic Kit)                | 26 de mayo de 2022        | Incluye una colección de prendas de ropa modernas inspiradas de la diseñadora parisina Paola Locatelli, perfectas para una cita. |
| SP34           | Los Sims 4: Moda Mini - Kit (en inglés, First Fits Kit).                     | 1 de septiembre de 2022   | Se añaden prendas para los niños. |
| SP35           | Los Sims 4: Oasis de lujo - Kit (Desert Deluxe - Kit en inglés)              | 14 de septiembre de 2022  | Añade varios muebles de estilo desértico, con lo que se pueden decorar estancias con mucho estilo. |
| SP36           | Los Sims 4: Pastel Pop - Kit (Pastel Pop - Kit en inglés)                    | 10 de noviembre de 2022   | Añade varios muebles en colores pasteles, ideales para darle un toque dulce a una habitación. Contó con la colaboración de la youtuber y simmer inglesa Plumbella.                                                                               |
| SP37           | Los Sims 4: Desorden Decorativo - Kit (Everyday Clutter - Kit en inglés)     | 10 de noviembre de 2022   | Añade varios objetos decorativos, que representan objetos que encontramos a diario en casa, como el teléfono móvil y las llaves, tazas de café, blocs de notas y cajas de joyas.                                                                 |
| SP38           | Los Sims 4: Moda Íntima - Kit (Simtimates Collection - Kit en inglés)        | 19 de enero de 2023       | Añade varias prendas de moda íntima en colaboración con la marca de lencería MeUndies. |
| SP39           | Los Sims 4: Objetos para el baño - Kit (Bathroom Clutter - Kit en inglés)    | 19 de enero de 2023       | Añade varios objetos decorativos para el baño. |
| SP40           | Los Sims 4: Invernadero Idílico - Kit (Greenhouse Haven - Kit en inglés)     | 20 de abril de 2023       | Agrega distintos objetos decorativos relacionados con la jardinería, ideales para construir invernaderos. |
| SP41           | Los Sims 4: Tesoros del Sótano - Kit (Basement Treasures - Kit en inglés)    | 20 de abril de 2023       | Añade muebles y objetos decorativos antiguos y desgastados. Uno de ellos son los restos de una cama en forma de corazón, representando un objeto icónico presente en ediciones anteriores de juegos de Los Sims.                                 |
| SP42           | Los Sims 4: Rincón de Lectura - Kit (Book Nook - Kit en inglés)              | 1 de junio de 2023        | Añade varios muebles, objetos decorativos y estantes modulares para crear un agradable espacio para leer. |
| SP43           | Los Sims 4: Vuelta al Grunge - Kit (Grunge Revival - Kit en inglés)          | 1 de junio de 2023        | Añade varias prendas con las que rememorar con tus sims los años del estilo grunge . |
| SP44           | Los Sims 4: ¡Al Agua, Patos! - Kit (Poolside Splash - Kit en inglés)         | 7 de septiembre de 2023   | Agrega distintas prendas de baño llamativas y divertidas. |
| SP45           | Los Sims 4: Lujo Moderno - Kit (Modern Luxury - Kit en inglés)               | 7 de septiembre de 2023   | Hecho en colaboración con la simmer y youtuber Xureila, agrega muebles y objetos decorativos modernos y elegantes. |
| SP47           | "Los Sims 4: Castillo con Clase - Kit" ("Castle Estate - Kit" en inglés)     | 18 de enero de 2024       | Trae un set de elementos con los que construir las estructuras y diseñar las formas de castillos clásicos medievales. |
| SP48           | "Los Sims 4: Gusto Gótico - Kit" ("Goth Galore - Kit" en inglés)             | 18 de enero de 2024       | Presenta una colección de piezas de ropa de estilos alternativos. |
| SP50           | "Los Sims 4: Homenaje Urbano - Kit" ("Urban Homage Kit" en inglés)           | 18 de abril de 2024       | En colaboración con la creadora de contenido Ebonix, presenta prendas y accesorios basados en el estilo urbano de los 90's y los 2000's. |
| SP51           | "Los Sims 4: Decoración Festiva - Kit" ("Party Essentials - Kit" en inglés)  | 8 de abril del 2024       | Añade nuevos objetos decorativos ideales para una fiesta, como una máquina de humo y una bola de discoteca. |
| SP52           | "Los Sims 4: Bistró Acogedor - Kit" ("Cozy Bistro - Kit" en inglés)          | 30 de mayo del 2024       | Trae un set de muebles inspirados en el estilo de los bistrós de principios del siglo XX, perfectos para darles un nuevo aire a los bares. |
| SP53           | "Los Sims 4: Retiro en la Riviera - Kit" ("Riviera Retreat - Kit" en inglés) | 30 de mayo del 2024       | Añade elementos ideales para convertir las piscinas de tus sims en su propio mini paraíso. |
| SP54           | "Los Sims 4: Estudio de Arte - Kit" ("Art Studio - Kit" en inglés)           | 19 de septiembre del 2024 | Presenta nuevos elementos decorativos con los cuales construir tu espacio artístico ideal. |
| SP55           | "Los Sims 4: Cuarto de Cuentos - Kit" ("Storybook Nursery - Kit" en inglés)  | 19 de septiembre del 2024 | Crea las delicias de tus bebés con muebles elegantes a la par de adorables. |
|                | Los Sims™ 4 Fiesta de Pijamas - Kit ("Sweet Slumber Party Kit" en inglés)    | 14 de noviembre de 2024   | Kit de Creadores (Trillyke) Modo Crear un Sim |
|                | Los Sims™ 4 Caprichos Kitsch - Kit ("Cozy Kitsch Kit" en inglés)             | 14 de noviembre de 2024   | Kit de Creadores (Myshunosun) Modo Construir |
| SP58           | Los Sims™ 4 Rincón Gamer - Kit ("Comfy Gamer Kit" en inglés)                 | 16 de enero de 2025       | Kit de Creadores (Lilsimsie) Modo Construir |
| SP59           | Los Sims™ 4 Cuarto de Casanova - Kit ("Casanova Cave Kit" en inglés)         | 16 de enero de 2025       | Modo Construir y Crear un Sim |
| SP60           | Los Sims™ 4 Santuario Secreto ("Secret Sanctuary Kit" en inglés)             | 16 de enero de 2025       | Modo Construir y Crear un Sim |
|                | Los Sims™ 4 Salón Sofisticado ("Refined Living Room Kit" en inglés)          | 30 de enero de 2025       | Modo Construir |
|                | Los Sims™ 4 Elegancia Ejecutiva ("Business Chic Kit" en inglés)              | 30 de enero de 2025       | Modo Crear un Sim |

### Colecciones
Los Packs y Kits se pueden agrupar en colecciones para obtener un descuento en la compra. Estas incluyen un determinado número de packs y/o kits que, si se adquieren juntos, resultan más económicos que por separado.
Existen lotes predefinidos pero se puede personalizar y crear una colección a la carta combinando cualquiera de los packs. Si se opta por una colección personalizada, esta debe constar de un pack de expansión, un pack de contenido y un pack de accesorios.
A continuación, se detallan 5 colecciones predefinidas (puede variar según los países).
| Nombre                                 | Contenido |
| -------------------------------------- | --- |
| Halloween (colección temporal en 2024) | - Escalofriante (pack de accesorios) - Vampiros (pack de contenido) - Licántropos (pack de contenido)                           |
| Citas a La Carta                       | - ¿Quedamos? (Pack de expansión) - Noche de Cine (Pack de accesorios) - Noche de Bolos (Pack de accesorios) - Moda Íntima (Kit) |
| Pasión por la Decoración               | - Vida en el Pueblo (Expansión) - Minicasas (Pack de accesorios) - Interiorismo (pack de contenido)                             |
| Vida Cotidiana                         | - Las cuatro Estaciones (Expansión) - Papás y Mamás (pack de contenido) - Día de Colada (pack de accesorios)                    |
| Amantes de las Mascotas                | - Perros y Gatos (Expansión) - Mi Primera Mascota (pack de accesorios) - Papás y Mamás (pack de contenido)                      |

### Clasificación por temas
Debido al gran número de Packs y Kits disponible, EA los ha clasificado en 7 temas para mejorar su visibilidad.
| Tema                      | Packs de expansión | Packs de contenido                                                              | Packs de accesorios                                                                                     | Kits | Colecciones (lotes de 3 o 4 packs)                               |
| ------------------------- | --- | ------------------------------------------------------------------------------- | --- | --- | ---------------------------------------------------------------- |
| Familia y Amistades       | - ¡Viva el Amor! - Rancho de Caballos - Creciendo en Familia - Perros y Gatos                                                                          | - ¡Sí, quiero! - Papás y Mamás                                                  | - Infantes - Noche de Bolos - Cuarto de Niños - Jardín Romántico - Noche de Cine                        | - Cuarto de Cuentos - Bistró Acogedor - Decoración Festiva | - Citas a la Carta (4 packs) - Amantes de las Mascotas (3 packs) |
| Sobrenatural y Fantasía   | - Vida y Más Allá | - Licántropos - Viaje a Batuu - El Reino de la Magia - Vampiros - Strangerville | - Fenómenos paranormales - Escalofriante                                                                | | - Halloween (3 packs)                                            |
| Arquitectura y Decoración | | - Interiorismo                                                                  | - Glamour Vitage - Diversión en el Patio - Patio de Ensueño                                             | - Castillo con Clase - Lujo Moderno - Rincón de Lectura - Tesoros del Sótano - Invernadero Idílico - Objetos para el Baño - Desorden Decorativo - Pastel Pop - Oasis de Lujo - Decoración Maximalista - Decoración Vegetal - Loft Industrial - Oasis en el Patio - Cocina Campestre - Caprichos Kitsch - Rincón Gamer - Santuario Secreto - Salón Sofisticado | - Pasión por la Decoración (3 packs)                             |
| Carrera y Estilo de Vida  | - Años High School - Se Alquila - Vida en el Pueblo - Vida Ecológica - ¡Rumbo a la Fama! - Urbanitas - ¿Quedamos? - ¡A Trabajar! - Días de Universidad |                                                                                 | - Creaciones Cristalinas - Chef de Casa - Minicasas                                                     | |                                                                  |
| Aventura al Aire Libre    | - Escapada en la Nieve - Vida Isleña | - Aventura en la Selva - De Acampada                                            | | - Retiro en la Riviera - Minicampistas |                                                                  |
| Moda y Estilo de Vida     | |                                                                                 | - Moschino                                                                                              | - Homenaje Urbano - Gusto Gótico - ¡Al Agua, patos! - Vuelta al Grunge - Moda Mini - Moda Íntima - Noches Chic - Colores de Carnaval - Moda Masculina Moderna - Fashion Street - Moda de Aeropuerto - Moda retro - Fiesta de Pijamas - Elegancia Ejecutiva |                                                                  |
| Actividades Diarias       | - Y las Cuatro Estaciones | - Escapada Gourmet - Día de Spa                                                 | - Portentos del Punto - Mi Primera Mascota - Dia de Colada - Fitness - Cocina Divina - Fiesta Glamurosa | - Estudio de Arte - Zafarrancho de Limpieza - Cuarto de Casanova | - Vida Cotidiana (3 packs)                                       |

## Edición de consola
El 26 de julio del 2017 se confirmó que Los Sims 4 se publicarían en las consolas Xbox One y PlayStation 4. El juego se puso a la venta el 14 de noviembre del mismo año.
Durante la preventa del juego para consolas, se podía adquirir una versión especial llamada Deluxe Party Edition, la cual incluía gratis un paquete de expansión y los contenidos digitales incluidos en la versión Deluxe de Origin. EA confirmó que esta versión sería exactamente igual a la de PC, siendo esta la primera vez que esto pasa en la saga, puesto que las versiones de consola suelen ser moderadamente diferentes o en ocasiones en su totalidad. En un inicio, los paquetes de expansión, de contenido y de accesorios fueron lanzados con unos meses de diferencia con respecto a su versión de sobremesa, pero a día de hoy, todos los DLC se lanzan el mismo día para todas las plataformas.

## Película de Los Sims
En 2024 se menciona por primera vez, en la web oficial, el futuro estreno de una película basada en Los Sims, de la mano de Amazon MGM Studios. Anuncian que Kate Herron dirigirá y co-escribirá la historia con Briony Redman. LuckyChap y Vertigo Entertainment la producirán junto al equipo de Los Sims.

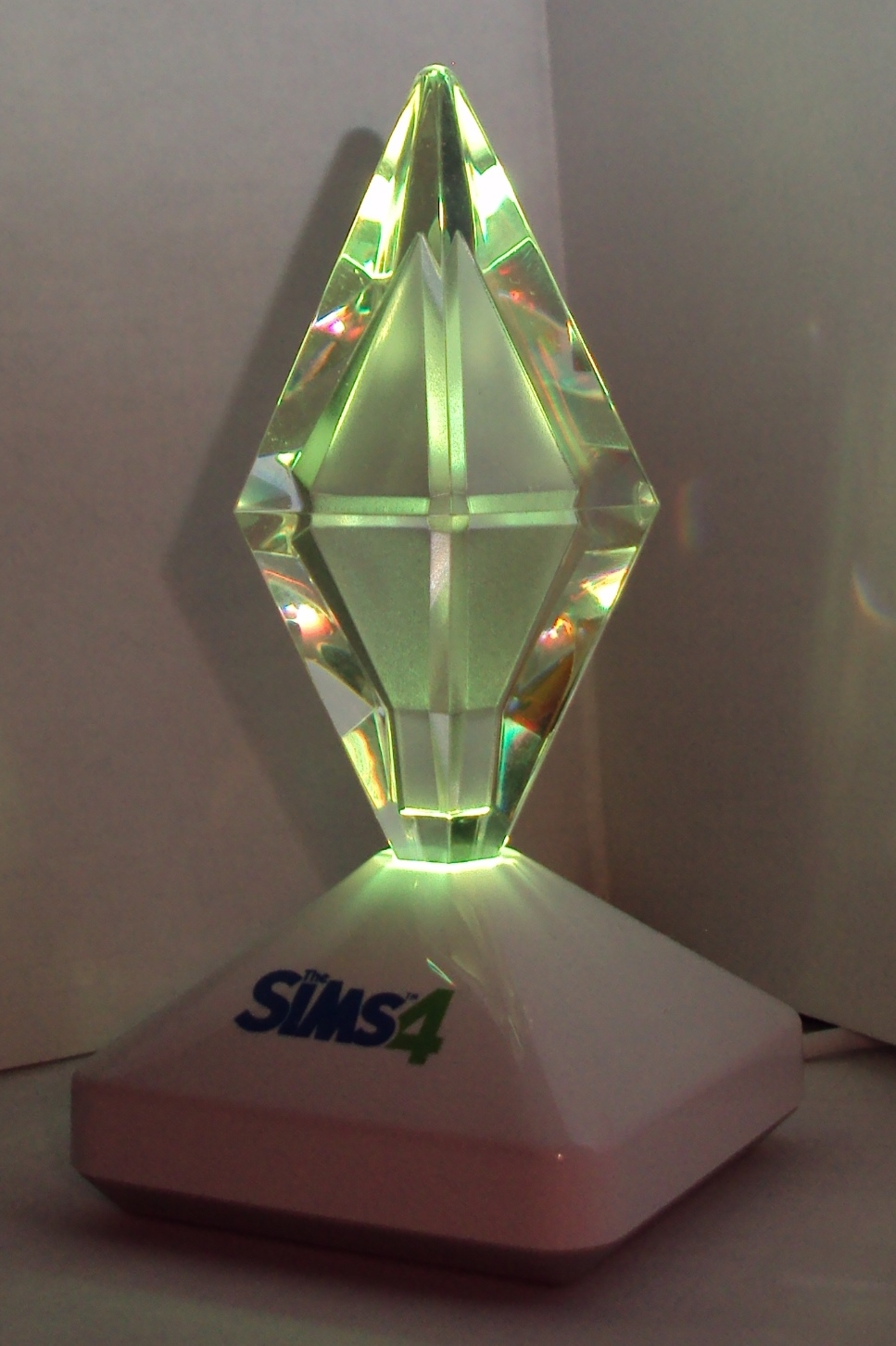
Una lámpara con forma de plumbob, característica del logo de la franquicia, vendida junto a una edición limitada de Los Sims 4.

## Actualizaciones gratuitas
Tras el lanzamiento de Los Sims 4, su jugabilidad mejoró considerablemente gracias a una serie de actualizaciones gratuitas. Los más importantes añadieron fantasmas, piscinas, una categoría de infantes, el barrio Newcrest, la posibilidad de personalizar los pronombres de los sims (solo disponible en la versiónen inglés), más de 100 tonos de piel, controles deslizantes para el color del maquillaje, IA mejorada en forma de experiencia vital y mecánica de actitud, el estado emocional «miedo» y los llamados «escenarios», que permiten a los jugadores establecer objetivos específicos a corto plazo para los sims.
| Versión (PC)              | Fecha de lanzamiento de la actualización | Característica(s) significativa(s) |
|                           | 2014                                     | |
| ------------------------- | ---------------------------------------- | --- |
| 1.0.625.10                | 2 de septiembre de 2014                  | Se arreglan una serie de errores en los servidores y en la galería. |
| 1.0.671.10                | 5 de septiembre de 2014                  | Corrección de un error causado por los bebés. |
| 1.0.677.20                | 9 de septiembre de 2014                  | 1 objeto para el modo construir; nuevo truco "hovereffects on/off". |
| 1.0.728.20                | 25 de septiembre de 2014                 | Nuevo modo de control de cámara. |
| 1.0.732.20                | 1 de octubre de 2014                     | Estado de vida de fantasma, junto con nuevas acciones y rasgos con relación a los fantasmas; disfraces de Star Wars y nuevos colores de ojos en el modo crear un Sim. |
| 1.0.797.20                | 21 de octubre de 2014                    | Arreglo de errores causados por la anterior actualización. |
| 1.2.16.10                 | 4 de noviembre de 2014                   | Se añaden las piscinas junto con objetos para su decoración en el modo construir; se añaden bañadores y un nuevo tipo de atuendo, ropa de piscina, para el modo crear un Sim; nuevo tipo de muerte, ahogamiento. |
| 1.2.24.20                 | 25 de noviembre de 2014                  | Se subsanan una serie de errores. |
| 1.3.18.1010               | 16 de diciembre de 2014                  | Dos nuevas carreras activas: Sim de Negocios y Atletismo; vacaciones pagadas; se agregó el truco "bb.moveobjects"; los Sims pueden comer las frutas y verduras que ellos cultivan; mejoras en la galería. |
|                           | 2015                                     | |
| 1.4.83.1010               | 3 de febrero de 2015                     | 4 nuevas prendas en el modo crear un Sim; 4 nuevos logros; introducción del árbol genealógico. |
| 1.4.114.1010              | 10 de marzo de 2015                      | 1 nueva gorra para el crear un Sim; 1 objeto del modo construir. |
| 1.5.139.1010              | 26 de marzo de 2015                      | Rediseño del menú principal; posibilidad de construir niveles de sótano; función de cuaderno, que cataloga los descubrimientos de jardinería y pesca del Sim; los Sims pueden conocer a otros Sims en el trabajo. |
| 1.5.149.1020              | 13 de abril de 2015                      | Se arreglan errores causados por el paquete de expansión Los Sims 4: ¿Quedamos?. |
| 1.6.69.1020               | 4 de mayo de 2015                        | Nueva pantalla de carga; se añaden nuevas formas para forzar que una embarazada tenga a un bebé niño o niña. |
| 1.7.62.1020               | 14 de mayo de 2015                       | Ahora tus Sims pueden recibir invitaciones a eventos sociales como fiestas o citas por parte de sus amigos y vecinos. |
| 1.7.65.1020               | 16 de mayo de 2015                       | Se soluciona un error que impedía jugar a los jugadores. |
| 1.8.61.1020               | 11 de junio de 2015                      | Newcrest, un nuevo mundo que contiene quince lotes vacíos; al mudarte a una nueva casa tus vecinos te darán la bienvenida; tutorial opcional al empezar una nueva partida; nuevo modo para crear habitaciones. |
| 1.9.80.1020               | 9 de julio de 2015                       | Se añaden los semimuros, 1 nueva puerta, 1 nueva valla y 1 lámpara de techo para el modo comprar y construir; se permite bloquear puertas a un Sim o Sims en concreto; 5 nuevos filtros para buscar habitaciones en la galería; 1 nuevo atuendo disponible para todas las edades en el modo crear un Sim; se añade una descripción personalizable a cada uno de los mundos. |
| 1.9.83.1010               | 28 de julio de 2015                      | Se arreglan dos pequeños errores. |
| 1.10.57.1020              | 6 de agosto de 2015                      | Se añade un nuevo objeto para el modo construir. |
| 1.10.63.1020              | 1 de septiembre de 2015                  | Se subsanan varios errores. |
| 1.11.64.1020              | 24 de septiembre de 2015                 | Se añade el rasgo celoso; se permite asignar camas a un Sim en concreto; dos nuevas interacciones entre Sims. |
| 1.12.118.120              | 3 de noviembre de 2015                   | Varios objetos nuevos en el modo construir; nuevo NPC, técnico de reparaciones. |
| 1.13.104.1010             | 4 de diciembre de 2015                   | El juego pasará a ser ejecutable en 64 bits; nuevo tipo de solar, piscina; opción de personalizar el color del agua de una piscina; las vistas de los mundos ahora poseen color; servicio de catering; el comportamiento de los Sims 4 ante incendios y muertes ha sido mejorado. |
| 1.13.106.1010             | 17 de diciembre de 2015                  | Nuevos errores se arreglan. |
|                           | 2016                                     | |
| 1.14.49                   | 7 de enero de 2016                       | Mejora la reacción de los Sims ante comportamientos inadecuados al visitar las casas de los vecinos; mejora el comportamiento de un Sim tras una pelea; se añaden varios cuadros referenciado a varios tráileres del juego. |
| 1.15.55                   | 14 de febrero de 2016                    | Nuevo NPC, el jardinero; nuevo rasgo; nueva aspiración; 1 nuevo póster; 1 nuevo cuadro conmemorando el 16 aniversario de la saga de Los Sims. |
| 1.17.7                    | 21 de abril de 2016                      | Nuevo NPC: payaso trágico. |
| 1.19.28                   | 3 de junio de 2016                       | Todo el contenido del crear un Sim está disponible para ambos géneros; se permite separar el sexo de la forma corporal de los sims. |
| 1.20.60                   | 23 de junio de 2016                      | Aparecerán monstruos imaginarios debajo de las camas donde estén durmiendo Sims niños. |
| 1.21.32                   | 14 de julio de 2016                      | Opción de contratar a un canguro; puede ajustarse la intensidad y el color de la luz de las lámparas. |
| 1.22.22                   | 16 de agosto de 2016                     | Personalización de fondos de pantalla y funda del móvil de los Sims. |
| 1.23.24                   | 27 de septiembre de 2016                 | 5 objetos nuevos para el crear un Sim; 2 nuevos trajes de cuerpo entero; 2 nuevos maquillajes; 1 nuevo peinado; 1 nueva gorra; 1 nueva receta. |
| 1.24.102                  | 27 de octubre de 2016                    | Nuevos rasgos de solar; herramienta para duplicar habitaciones enteras; historial de trucos usados anterormente. |
|                           | 2017                                     | |
| 1.26.96                   | 12 de enero de 2017                      | Rediseño de menú principal; etapa de Sim de infante, junto con nuevos rasgos, atuendos y objetos para ellos; se añade la personalización de dientes. |
| 1.27.80                   | 2 de febrero de 2017                     | Rediseño de menú principal; nueva camiseta celebrando el 17 aniversario de la saga de Los Sims. |
| 1.28                      | 23 de marzo de 2017                      | Nuevo rasgo de solar. |
| 1.29                      | 14 de abril de 2017                      | Ahora aparecerán Simsagrestes por la calle. |
| 1.30                      | 25 de mayo de 2017                       | Nueva pantalla de carga; nuevas lámparas de techo. |
| 1.34                      | 12 de septiembre de 2017                 | Nuevos objetos para el modo crear un Sim y el modo construir. |
| 1.36.99                   | 8 de noviembre de 2017                   | Nuevas opciones de personalización de tejados, nuevos tipos de tejados; truco para reducir el tamaño de los objetos; nuevo ajuste de número máximo de Sims viviendo en el mundo. |
|                           | 2018                                     | |
| 1.39                      | 6 de febrero de 2018                     | Celebrando el 18 aniversario de la saga de Los Sims, se añaden 10 nuevos tonos de piel; una nueva camiseta conmemorando el aniversario; un nuevo peinado. |
| 1.40                      | 6 de marzo de 2018                       | En conmemoración del lanzamiento de Final Fantasy XV Windows Edition se añade un nuevo traje de cuerpo entero del protagonista del juego Noctis Lucis Caelum. |
| 1.44.77                   | 19 de junio de 2018                      | Techos de cristal; dos nuevos tipos de atuendos, para calor y para frío. |
| 1.45                      | 31 de julio de 2018                      | Actualización de la galería; posibilidad de añadir solares y habitaciones de la galería desde el modo vivir. |
| 1.46                      | 16 de agosto de 2018                     | Nuevos objetos, peinados y prendas de estilo caribeño. |
| 1.47                      | 13 de noviembre de 2018                  | Una nueva profesión: influencer de estilo"; cámara en primera persona; herramientas de terreno. |
|                           | 2019                                     | |
| 1.48                      | 15 de enero de 2019                      | En colaboración con Amazon, se añade al juego un asiste imitando a Alexa llamado Lin-Z. |
| 1.49.65                   | 5 de febrero de 2019                     | Celebrando el año nuevo lunar, se añade al juego nuevas recetas; 7 nuevos atuendos para el modo crear un Sim; 2 nuevos accesorios para el modo crear un Sim; 9 objetos para el modo construir. |
| 1.51.75.1020              | 16 de abril de 2019                      | Nueva profesión: autónomo; 11 nuevos objetos para el modo construir; 8 prendas para el modo crear un Sim |
| 1.52.100.1020             | 18 de junio de 2019                      | Se añade un objeto al modo construir; se añade un nuevo cimiento; más colores para las puertas; dos nuevos rasgos para un solar; más colores para los pañales; nuevo filtro para buscar objetos en el modo construir; tres nuevas opciones en el modo vivir. |
| 1.53.115.1020             | 16 de julio de 2019                      | Celebrando el quinto aniversario del juego se añade al juego: rediseño del menú principal y de todo el juego en general; opción de crear a un Sim a partir de una historia; se agregó el truco "showliveeditobjects", con el cual se desbloquean más de 1.000 objetos. |
| 1.54.120                  | 8 de agosto de 2019                      | Nueva pantalla de carga; posibilidad de poner fotografías enmarcadas en una mesa. |
| 1.55.105.1020             | 5 de septiembre de 2019                  | Escaleras configurables, lo que permite girarlas en diferentes direcciones; 12 nuevas prendas para el modo crear un Sim; 7 objetos para el modo construir; 2 nuevos cimientos; 1 nueva barandilla; 1 nueva valla; 1 nueva escalera; 3 nuevas ventanas; 4 puertas nuevas; 1 nuevo papel de pared. |
| 1.56.52                   | 3 de octubre de 2019                     | Nuevo disfraz para el modo crear un Sim. |
| 1.58.63.1010              | 12 de noviembre de 2019                  | Se permite configurar la altura de las columnas; nueva emisora en la radio: Hip-Hop, que incluye 5 nuevas canciones. |
|                           | 2020                                     | |
| 1.61.15                   | 5 de febrero de 2020                     | Celebrando el 20 aniversario de la saga de los Sims se añade una bañera de hidromasaje y cuatro canciones nuevas. |
| 1.63.133.1020             | 3 de junio de 2020                       | Nuevo NPC: bombero; mejora de la gestión del inventario y las facturas; escaleras de mano; 12 maquillajes nuevos en colaboración con la marca M·A·C cosmetics; un desafío de solar de "Sin servicios". |
| 1.67.45                   | 6 de octubre de 2020                     | Celebrando el mes de la Herencia Hispana se añade al juego: 6 nuevos objetos para el modo construir; 9 nuevas recetas para hacer a la parrilla. |
| 1.68.154.1020             | 10 de noviembre de 2020                  | Herramienta de plataformas, que permite la construcción de varios niveles en una sola planta; más opciones de semimuros; opción de alquilar por una noche un solar residencial; 2 nuevas zapatillas para los infantes en el modo crear un Sim; nueva emisora de radio: S-Pop, que incluye 5 nuevas canciones. |
| 1.69.57.1020              | 7 de diciembre de 2020                   | Rediseño del menú principal; se añaden más de 100 tonos de piel personalizables; nuevos controles deslizantes que permiten personalizar el tono, luminosidad, opacidad y la saturación de todos los tipos de maquillajes; se actualizan 3 peinados; se adapta 1 peinado para poder usarse en niños. |
|                           | 2021                                     | |
| 1.70.84.1020              | 21 de enero de 2021                      | Nueva emoción, la cual cuenta con dos niveles: Asustado/a y Aterrado/a. |
| 1.71.86.1020              | 25 de febrero de 2021                    | Celebrando el 21 aniversario de la saga de los Sims, se añaden 21 creaciones nuevas en el modo construir y en el modo crear un Sim en colaboración con creadores de contenido personalizado. |
| 1.72.28.1030              | 23 de marzo de 2021                      | Se añaden literas; algunos peinados se actualizan y se adaptan para niños y para infantes; se le añaden varias variantes a 10 cuadros diferentes; se mejoran 15 rasgos del juego. |
| 1.73.48.1030              | 27 de abril de 2021                      | Se actualizan dos peinados y se adaptan para niños e infantes. |
| 1.74.59.1030              | 13 de mayo de 2021                       | Se añaden 12 ojos asiáticos para el Crear un Sim; se actualizan dos peinados. |
| 1.75.125.1030             | 27 de mayo de 2021                       | Sistema de gustos y tirrias; 6 nuevos tonos de cabello. |
| 1.76.81.1020              | 29 de junio de 2021                      | Festival: Sesiones de Los Sims, un festival musical de tiempo limitado dentro del juego con la colaboración de Bebe Rexha; un nuevo vestido. |
| 1.77.131.1030             | 20 de julio de 2021                      | Herramienta que permite crear estanques; servicios de entrega a domicilio de comida; sistema de calendario; se permite cocinar en grupo; nuevos colores para el agua; dos nuevos cuadros; un nuevo peinado; los infantes pueden practicar jardinería. |
| 1.78.58.1030              | 24 de agosto de 2021                     | Se añade un nuevo cuadro. |
| 1.79.93.1030              | 7 de septiembre de 2021                  | Se añade la opción de pintarse la uñas en el modo crear un Sim; se actualiza el pack de contenido Día de Spa. |
| 1.80.69.1030              | 21 de septiembre de 2021                 | 1.200 nuevos recolores para 149 objetos del juego base. |
| 1.81.72.1030              | 2 de noviembre de 2021                   | Se añade las situaciones, historias basadas en objetivos del juego. |
| 1.82.99.1030              | 30 de noviembre de 2021                  | Función Historias del Barrio, la cual permite influir mucho más en la vida de los demás Sims; dos nuevas aspiraciones relacionados fuertemente con Historias del Barrio; iluminación de los teclados, cacos y ratones compatibles con Logitech G LIGHTSYNC; se añade una ventana para el modo construir. |
|                           | 2022                                     | |
| 1.83.24.1030              | 25 de enero de 2022                      | Se añade una nueva emisora de radio, música de carnaval, en colaboración con la drag queen brasileña Pablo Vittar. |
| 1.84.171.1030             | 15 de febrero de 2022                    | Nueva relación entre dos Sims, prometido/a; nuevo solar dedicado exclusivamente para bodas; nueva emisora de radio, músicas del mundo; una nueva canción para la emisora música romántica; recolores nuevos para dos objetos del modo construir y 10 del modo crear un Sim; un nuevo maquillaje; un nuevo tipo de uñas; un nuevo bañador para infantes en el modo crear un Sim. |
| 1.85.203.1030             | 15 de marzo de 2022                      | Se actualiza la función de Historias del barrio, dándoles la posibilidad a las unidades domésticas no controladas que se muden, que crezcan, que mueran y que amplíen la familia, pero si el jugador no desea que cierta unidad doméstica sufra estos cambios, lo puede decidir; además se añaden 7 nuevas situaciones y la posibilidad de jugarlas con unidades domésticas ya existentes. |
| 1.86.157.1030             | 31 de marzo de 2022                      | Se solucionan más de 30 problemas que el pack de contenido Los Sims 4: ¡Sí quiero! había causado. |
| 1.86.166.1030             | 1 de abril de 2022                       | Se soluciona un problema que no permitía guardar la partida. |
| 1.87.40.1030              | 26 de abril de 2022                      | Se renueva el menú principal, añadiendo encuestas, nuevos filtros de paquetes y paneles dinámicos. |
| 1.88.213.1030             | 24 de mayo de 2022                       | Se añaden una herramienta para personalizar los pronombres de los sims (solo disponible en la versión en inglés) |
| 1.88.228.1020             | 27 de mayo de 2022                       | El problema que había causado la actualización anterior, se soluciona. |
| 1.89.214.1030             | 14 de junio de 2022                      | Se añaden los ciclos lunares; 1 nueva barba, 4 nuevos colores para un vestido y 1 nuevo velo para el modo crear un Sim; 1 nuevo papel de pared, 1 nuevo objeto y 2 nuevas pinturas de terreno para el modo construir; el menú de las situaciones se mejora; 1 nuevo vegetal, el acónito; 1 nueva frase para la pantalla de carga. |
| 1.90.358.1030             | 26 de julio de 2022                      | Se renueva la interfaz del teléfono y se añade la posibilidad de cambiarle el color de la carcasa; se añade el vello corporal; a través de unas preguntas, el jugador podrá escoger la orientación sexual del Sim; la opción de los caprichos, se ha mejorado, siendo ahora los deseos y los miedos; se añaden las paredes curvas, con tres tipos de curvas, y un filtro en las ventanas y puertas para estas paredes; un nuevo suelo para el modo construir. |
| 1.90.375.1020             | 2 de agosto de 2022                      | Se arreglan unos errores que habían causado la actualización anterior. |
| 1.91.186.1030             | 30 de agosto de 2022                     | Se añaden tres nuevas situaciones que sirven como bienvenida a los jugadores; se arreglan la mayoría de los errores que había causado el pack de expansión Años High School. |
| 1.91.205.1020             | 13 de septiembre de 2022                 | Se subsanan unos errores del juego. |
| 1.92.145.1030             | 11 de octubre de 2022                    | Se mejora en tutorial del juego para convertirlo en algo más divertido e intuitivo para los nuevos jugadores; las lecciones del juego se actualizan con el nuevo contenido añadido desde su lanzamiento; un nuevo Sim agregado a la galería; cinco nuevos tatuajes, un nuevo peinado, un nuevo jersey y un nuevo rasgo en el modo crear un Sim; un nuevo ventilador de techo para el modo construir; se cambia la forma en la que el juego se conecta a la galería; se permite escalar la interfaz en consolas; se cambian unos pequeños detalles en los iconos de los mundos; al pasar el ratón por encima del icono de un mundo, se despliega una pestaña con una pequeña descripción. |
| 1.93.129.1030             | 1 de noviembre de 2022                   | Se solucionan una serie de pequeños errores, tanto en ordenadores como en consolas. |
| 1.93.146.1020             | 22 de noviembre de 2022                  | Agregan filtros de contenido a la galería del juego para evitar contenido ofensivo. |
|                           | 2023                                     | |
| 1.94.147.1030             | 17 de enero de 2023                      | Se solucionan varios grandes errores. |
| 1.95.207.1030             | 31 de enero de 2023                      | Se añaden para el modo crear un Sim distintos elementos médicos, unas cicatrices pectorales, un top y un nuevo pantalón. Se añade un nuevo interruptor para el modo construir. Se añaden más opción de personalización gráfica en consolas. |
| 1.96.365.1030             | 14 de febrero de 2023                    | Se añade una nueva etapa de vida, los bebés, junto a nuevos objetos, rasgos, comida, peinados, prendas y características de gameplay, para esta etapa; mejoran a los neonatos con nuevos modelos, tonos de piel, prendas, sonidos, animaciones y acciones; nuevos detalles cutáneos como estrías o cicatrices; posibilidad de lactar, de tener bebés por la ciencia y de añadir salvabebés en puertas y vallas; nuevo menú de interacciones entre Sims; reorganización de la duración de cada etapa de vida; mejoras en la IU correcciones del juego base y de múltiples paquetes. |
| 1.96.397.1020             | 24 de marzo de 2023                      | Se remueve de forma temporal una característica que no funcionaba correctamente del nuevo paquete de expansión, Los Sims 4: Creciendo en Familia, mientras se repara. |
| 1.72 (versión de consola) | 28 de marzo de 2023                      | Se arregla un error, únicamente en consolas, causado por el nuevo paquete de expansión, Los Sims 4: Creciendo en Familia. |
| 1.97.42.1030              | 18 de abril de 2023                      | En el modo crear un Sim se agregan 2 prendas unisex inferiores; nuevos espacios disponibles para situar objetos para el modo comprar; nuevos recolores para algunos objetos del modo comprar y construir y una nueva canción para la radio pop, cantada por la cantante australiana Becca Hatch y por Tentendo. |
| 1.97.62.1020              | 26 de abril de 2023                      | Se corrigen algunos errores y se reañade la característica de perder dientes para el pack de expansión Creciendo en Familia, la cual había sido retirada días atrás para ser reparada. |
| 1.98.127.1030             | 30 de mayo de 2023                       | Se corrigen una serie de errores, se realiza mantenimiento a la galería y se modifican los controles para jugar en consolas. |
| 1.98.158.1020             | 13 de junio de 2023                      | Se corrigen una serie de errores, relacionados principalmente a la Galería. |
| 1.99.264.1030             | 18 de julio de 2023                      | Se añaden tres nuevos peinados, cuatro opciones de bolsas de ojos y nuevas cejas y ojos preestablecidos en el modo crear un Sim; nuevos recolores para paredes, suelos, vallas y puertas, opción de pintar techos y cámara libre en el modo construir; una nueva receta en representación de la cultura nativo americana. |
| 1.99.305.1020             | 3 de agosto de 2023                      | Se corrigen algunos errores del juego base y del pack de expansión "Los Sims 4: Rancho de Caballos". |
| 1.100.147.1030            | 5 de septiembre de 2023                  | Se agregan filtros para los kits tanto en modo Crear un Sim como en el modo Comprar y Construir. Se actualiza el funcionamiento de la galería del juego, haciéndola más rápido y más práctica y en la versión inglesa, se cambian los pronombres del sim Morgyn Ember (del pack de contenido "Y el Reino de la Magia"). |
| 1.101.290.1030            | 26 de septiembre de 2023                 | Se actualiza la interfaz de usuario del menú para cocinar, añadiendo nuevos filtros para encontrar rápidamente las comidas que se desean preparar, ahora se pueden preparar pastelitos en los hornos de las cocinas, ya que antes eran recetas exclusivas para la fábrica de pastelitos y se actualizaron los ingredientes necesarios para la preparación de varias recetas. Ahora los niños también pueden preparar helados en la "Heladera Glotones Golosos", del pack de accesorios Cocina Divina, además ahora muchos electrodomésticos, tanto del juego base como de packs, son portátiles y se pueden mover en el Modo Vivir. Como siempre, se analizaron y arreglaron una serie de errores. |
| 1.102.190.1030            | 31 de octubre del 2023                   | Implementación de las Misiones de descubrimiento, que funcionan como mini tutoriales dinámicos durante el juego, son corregidos una serie de errores y se añade un pijama para los sims niños y mayores con recolores pensados para Halloween. |
| 1.103.250.1020            | 5 de diciembre del 2023                  | Se añaden nuevos recolores para el set de electrodomésticos "La Pera", se añade una nueva función para decidir si los sims autónomamente usarán los lavabos como fregaderos o como lavabos, se añade al juego base una función (presente originalmente en el pack de expansión Escapada en la Nieve) que permite usar los zapateros para decidir si los sims andarán dentro de la casa con zapatos, descalzos o con zapatillas, se añade un set de pijamas disponible para los sims infantes y mayores (el cual en su momento fue polémico debido a que fue un contenido exclusivo a una suscripción a EAPlay solo disponible para consolas) y dos nuevos atuendos. Ahora se pueden modificar las ventanas de los departamentos del pack Urbanitas y el radiador del pack de Vampiros ahora es funcional. Se añade una nueva función que permite cambiar la unidad doméstica que se controla seleccionado la opción en la puerta de la casa de las unidades domésticas que no se están controlando, la cual ahorra el tener que pasar por el Gestor de Mundos. Además ahora se añadió la posibilidad preparar agua caliente en los microondas, que si se bebe provocará un estado de tensión en los sims que vivan en el mundo de Villagallina de la Bolsona (pack de expansión de Los Sims 4: Vida en el Pueblo).Como siempre se arreglan una serie de errores. |
| 1.103.315.1020            | 14 de diciembre del 2023                 | Se solucionan algunos de los errores presentes en la nueva expansión de Se Alquila. |
| 1.105.297.1030            | 27 de febrero de 2024                    | Se corrigen una serie de errores y se añade un nuevo botón a la interfaz del modo Vivir para promover la compra de contenido adicional. Se incluye un pequeño ícono a los objetos en los inventarios de Sims, que indican si son objetos ponibles, y si se tienen puestos o no. |
| 1.105.332.1020            | 28 de febrero de 2024                    | Parche para corregir dos de los errores causados por la actualización del día anterior. |
| 1.105.345.1020            | 6 de marzo de 2024                       | Se corrigen una serie de errores, fundamentalmente relacionados al pack de accesorios "Los Sims 4: Creaciones Cristalinas". |
| 1.106.148.1030            | 16 de abril de 2024                      | Se solucionan unos pocos erroes. |
| 1.107.112.1030            | 28 de mayo de 2024                       | Se solucionan algunos errores y se realizan algunas mejoras de rendimiento. Las versiones para PC ahora son compatibles con DirectX11, posibilitando una mejor calidad de juego, pero aún no está implementado del todo. Se añade un sistema de recompensas por inicio de sesión a tiempo limitado, incluyendo las recompensas de esta primera ronda: un nuevo rasgo y nuevas versiones de objetos del juego base y otros packs, sin embargo no fue anunciado con las notas de la actualización, sino que fue oficialmente anunciado dos días después. |
| 1.107.151.1020            | 6 de junio del 2024                      | Se solucionan unos pocos errores, principalmente relacionados con el acceso anticipado de las recompensas de inicio de sesión sin reclamar y la optimización de DirectX11. |
| 1.108.289.1030            | 23 de julio del 2024                     | Se solucionan numerosos errores, se añade un sistema de límites románticos, editable en el panel de identidad en Crear-un-Sim, con el que seleccionar que tipo de interacción romántica provocará celos al Sim si este ve a su pareja interactuando con otro Sim. Es añadida una función con la que ocultar relaciones en el panel de relaciones en el modo Vivir, pero no elimina la relación. Se cambiaron los nombres de los tipos de relaciones por otros más neutrales (por ejemplo: esposa-esposo/cónyuge, novio-novia/pareja). Se añade una sección de pestañas a la selección de Accesorios para la cabeza en Crear-un-Sim, con dos nuevas opciones. También es añadido un botón de "Aplicar a...", para añadir un mismo elemento a varios atuendos. Se añaden 4 nuevos peinados, dos de ellos como parte de la colaboración con Dark and Lovely, así como nuevos estilos y colores para uñas. Se añade la posibilidad de construir piscinas curvas, las cuales funcionan de forma similar a las paredes curvas. Se añade una sección de Relaciones al menú de interacción social. Se agrega un interruptor de "Música segura para streamimg" en el menú de opciones, en la sección Música. Se añaden los cambios en las relaciones amistosas y románticas en el menú de Historias del Barrio.                                                           |
| 1.108.329.1020            | 25 de julio del 2024                     | Corrección rápida para reparar un error relacionado al pack de contenido "Los Sims 4: Papás y Mamás". |
| 1.108.335.1020            | 26 de julio del 2024                     | Se solucionan unos pocos errores. |
| 1.109.185.1030            | 18 de septiembre del 2024                | Se solucionan decenas de errores. Se añaden algunos objetos nuevos a los modos Comprar/Construir y se añaden nuevos recolores a varios objetos (unos 650 entre todos los objetos). Se añadió el desafío por tiempo limitado de Recompensas de La Parca, el cual comienza el 24 de septiembre de 2024 y termina un par de meses después. Se incorpora definitivamente DirectX11. |
| 1.109.207.1020            | 1 de octubre del 2024                    | Se cambia el modo en que se almacenan las recompensas de eventos limitados. Ante el problema de almacenamiento con las recompensas del evento anterior, se añadieron al juego base para todos los jugadores. Se solucionan algunos errores del evento de Recompensas de La Parca. |
| 1.110.265.1030            | 22 de octubre del 2024                   | Se añaden distintos tipos de reacciones de los Sims ante la muerte, dependiendo de la relación y rasgos entre Sims. Ahora tanto los fantasmas de Sims como de perros, gatos y caballos, pueden ser creados desde el modo Crear-un-Sim con un nuevo set de necesidades y si se tienen los packs requeridos, se puede cambiar en cualquier momento la naturaleza sobrenatural del Sim. Al morir un Sim, se puede elegir si ser un fantasma controlable o dejarlo deambular como un fantasmas no controlable. Tras morir la pareja de un Sim, este pasará a ser viudo, pero puede preguntarle al fantasma de su pareja por mantener el matrimonio. Los Sim pueden volver a hacer ñiqui-ñiqui con La Parca. Se mejora la autonomía de los fantasmas. Los Sims tomados por los servicios sociales ahora se guardarán en el gestor de unidades domésticas en vez de ser eliminados. En el modo Comprar se añade una nueva categoría de objetos "Actividades de Eventos Vitales" para ayudar a encontrar objetos necesarios para eventos sociales, y una nueva hoguera. Ahora se puede intercambiar el tipo de lápida y urna de los Sims tanto en el interior como exterior. Se añaden recolores negros a varios zapatos del juego básico. Ahora las sirenas tienen su propio diseño de tumba y urna. Se realizan algunos arreglos de errores.                          |

Téngase en cuenta que la numeración de la versiones corresponde a la versión de PC. Las versiones para Mac y consolas reciben numeraciones distintas.

## Entregas Exprés de Los Sims
Las Entregas Exprés de Los Sims (EES) son actualizaciones gratuitas, pequeñas y más espontáneas que las normales y, que se realizan dentro del juego y no en la EA App o Steam. Las EES pueden incluir nuevo contenido para el modo Construir y el modo crear un Sim o pequeñas correcciones que no requieren de una actualización grande para su implementación. Se anunciaron 26 de octubre de 2021 en un Inside Maxis (directos regulares que hace la empresa para mostrar novedades de sus juegos). El día 23 de noviembre de 2021, en otro Inside Maxis, anunciaron que novedades implementarían en las dos primeras EES. La primera EES llegó el día 7 de diciembre de 2021. Estas son todas las EES que ha recibido el juego hasta el momento:
| Fecha de lanzamiento de la EES | Novedades/Correcciones |
| 2021                           | |
| ------------------------------ | --- |
| 7 de diciembre de 2021         | Se añadió un nuevo peinado disponible para ambos géneros y para todas las edades superiores a la adolescencia (contándole a ella también). |
| 14 de diciembre de 2021        | Se añadieron 9 nuevos objetos para el modo construir. |
| 2022                           | |
| 10 de enero de 2022            | 2 nuevos trajes, 1 nuevo gorro y 1 nuevo peinado para el modo crear un Sim. |
| 9 de febrero de 2022           | 2 nuevos trajes, 2 nuevos gorros y 1 nuevo accesorio para el modo crear un Sim; 5 nuevas recetas disponibles. |
| 24 de marzo de 2022            | Se añaden 5 nuevos tatuajes para el mdoo crear un Sim; 1 nueva situación. |
| 13 de abril de 2022            | Se añade 1 peinado para el modo crear un Sim; 1 situación nueva. |
| 27 de abril de 2022            | 1 nueva camiseta para el modo crear un Sim; un nuevo objeto para el modo construir; 1 receta nueva; 1 nueva situación. |
| 25 de mayo de 2022             | Se actualiza la apariencia de la familia Lápida; 3 nuevos objetos para el modo construir; 2 nuevas situaciones; 1 nueva canción. |
| 8 de junio de 2022             | Se añaden dos más banderas LGBTIQ+ y unos nuevos cascos en colaboración con Logitech para el modo construir; 1 nueva situación. |
| 13 de junio de 2022            | Una lluvia de meteoritos se podrá ver en el juego debido al lanzamiento del pack de contenido de licántropos. |
| 23 de junio de 2022            | Una nueva camiseta disponible en el modo crear un Sim; 2 recetas nuevas, plato de costillas y pescado frito. |
| 24 de julio de 2022            | Dos nuevas situaciones, una permanente y otra de tiempo limitado. |
| 10 de agosto de 2022           | 2 nuevos peinados, 3 nuevas camisetas, 2 nuevos pantalones, más colores para 3 camisetas y 2 pinturas faciales para el modo crear un Sim; una nueva situación. |
| 7 de noviembre de 2022         | Un nuevo póster en colaboración con el videojuego It Takes Two. |
| 17 de noviembre de 2022        | 2 gorras, 2 camisetas y 2 tatuajes en colaboración con el videojuego Mass Effect,1 nueva camiseta en colaboración con EA Sports y 3 nuevos bigotes para en el modo vivir; una nueva canción en la radio pop en colaboración con la cantante brasileña Anitta.                                               |
| 2023                           | |
| 16 de mayo de 2023             | Se actualiza la apariencia de la Familia Caliente, se añade una nueva barba, dos nuevas comidas de la cultura judía: pan jalá y sopa de bolas de matzá, y una tabla con jalá decorativa. |
| 20 de junio de 2023            | Se añadió una nueva estación de Radio de R&B (Rhythm and Blues) al juego base, se añadieron algunos recolores a un conjunto de libros y se añadió una nueva situación llamada Fortuna Familiar, la cual te llevará a conocer la historia de una nueva familia prefabricada.                                 |
| 22 de agosto de 2023           | Se añaden elementos relacionados al colegio: nuevos recolores para una mochila (la cual ahora funciona como un cofre de objetos portátil) y una nueva fiambrera (la cual funciona como una nevera portátil, pero no se le puede meter comida), dos nuevos carteles informativos y una nueva puerta de baño. |
| 14 de noviembre de 2023        | Se añade un peinado en dos versiones |
| 2024                           | |
| 13 de febrero de 2024          | Se añade vitiligo como un nuevo detalle de piel disponible en sims de todas las edades. |
| 2 de abril de 2024             | En colaboración con la empresa Dark and Lovely se añaden 24 combinaciones de colores a dos peinados. |
| 14 de mayo de 2024             | Se añaden algunos trajes de baño para todas las edades. |

## Contenido adicional descargable
| Nombre         | Nombre                               | Fecha de salida                                           | Descripción |
| -------------- | ------------------------------------ | --------------------------------------------------------- | --- |
| Digital Deluxe | Alma de la fiesta                    | - NA 2 de septiembre de 2014 - EU 4 de septiembre de 2014 | Incluidos en la Edición Deluxe en adelante. Agrega la Barra Tiki llameante y trajes adicionales. |
| Digital Deluxe | Sombreros impresionantes de animales | - NA 2 de septiembre de 2014 - EU 4 de septiembre de 2014 | Incluidos en la Edición Deluxe en adelante. Añade una colección de sombreros de animales. |
| Digital Deluxe | Para arriba toda la noche            | - NA 2 de septiembre de 2014 - EU 4 de septiembre de 2014 | Incluidos en la Edición Deluxe en adelante. Agrega el espectáculo de luz láser, pintura de la cara, decoraciones de fiesta y trajes adicionales, dos tipos nuevos de fiesta y nuevas recetas de cocina. |
| Navideño       | Navideño                             | - WW 16 de diciembre de 2014                              | Un paquete de contenido descargable gratuito. Agrega decoraciones de invierno y trajes. |